# Glossaire de la mythologie et de l'iconographie hindoues
Pour un article plus général, voir Hindouisme.
Le présent glossaire se propose d'accompagner le lecteur d'ouvrages ayant trait à la mythologie et à l'iconographie hindoues.
Les mots vedettes (presque exclusivement issus du sanskrit) sont orthographiés sous la forme retenue dans les articles y afférents de la Wikipédia française. Cependant, pour ce qui est de la notation des voyelles longues, le glossaire n'emploie que les formes ā, ī, ū, et non les accents circonflexes.
Le mot vedette est suivi, entre parenthèses,
1) de sa version devanagari,
2) de la translittération IAST de cette dernière, dans la mesure où elle n'est pas identique avec l'orthographe du mot vedette,
3) le cas échéant, de sa traduction littérale en français.
- Haut – A
- B
- C
- D
- E
- F
- G
- H
- I
- J
- K
- L
- M
- N
- O
- P
- Q
- R
- S
- T
- U
- V
- W
- X
- Y
- Z

## A
- abhanga (अभङ्ग, abhaṅga = « avec une courbe ») : posture debout, les deux pieds au sol, où le poids du corps repose sur une jambe, la hanche opposée étant courbée.
- abhaya-mudrā (अभयमुद्रा, abhaya = « absence de crainte ») : position rassurante de la main droite, adoptée par exemple par Shiva Nataraja.
- Adharma (अधर्म, : contraire de dharma au sens de « bien ») : personnification du Mal.
- Ādikavi (आदिकवि, ādikavi, « le premier poète ») : un qualificatif de Brahmā.
- Ādikāvya (आदिकाव्य, ādikāvya, « le premier poème ») : désigne le Ramayana, le «Poème primordial».

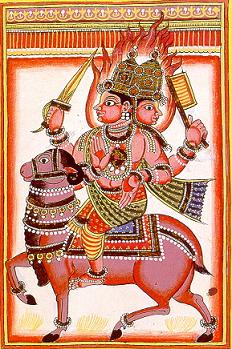
Agni chevauchant son vâhana, le bélier.

- Adishesha (आदिशेष, Ādiśeṣa) serpent à mille (ou sept) têtes servant de lit à Vishnu, aussi appelé (ou assimilé à) Ananta ou Shesha.
- Aditi (अदिति, « sans limite »): dans l'ère védique, déesse mère, personnifiant la Nature indivise, l'espace sans limites, l'énergie universelle pure et libre.
- Āditya (आदित्य) : les sept fils de la déesse Aditi, divinités du ciel dans l'ère védique.
- Agnayī (अग्नायी) : épouse d'Agni.
- Agni (अग्नि) : seigneur du feu sacrificiel et du foyer, Dikpâla gardien du sud-est, représenté chevauchant un bélier.
- Ahalya (अहल्या, ahalyā) : épouse du sage Gautama Maharishi, délivrée de la malédiction par Rāma.
- Airavata (ऐरावत, airāvata] : triple éléphant que chevauche Indra.
- Aja (अज, « non-né »), un qualificatif de Brahmā.
- alaskanyā (अलस्कन्या) : posture de jeune femme langoureuse.
- Ālīdhāsana (अलीढासन, ālīḍhāsana) : position de tir avec le genou droit en avant, la jambe gauche tirée en arrière.
- amrita (अमृत, « non mort ») : nectar d'immortalité, boisson des dieux, correspond à l'ambroisie des Grecs.
- ānanda-tāṇḍava (आनन्दा ताण्डव, « danse de la félicité ») ou nadānta-tāṇḍava (नदान्त ताण्डव) : danse cosmique de Shiva nataraja.
- Ananga (अनंग, « le sans corps ») : épithète de Kāma.
- Ananta (अनन्त, « sans fin ») : serpent, porte Vishnou, sert de corde aux devas et asuras pour créer le monde en barattant la mer de lait.
- Angada (en) (अङ्गदः) : fils de Vālin ; vānara qui aide Rāma à retrouver sa femme Sītā.
- añjali-mudrā (अञ्जलि मुद्रा) : posture symbolique des mains paume contre paume, geste de révérence, de prière, de salutation[a].
- Anugraha-mūrti (अनुग्रहमूर्ति, anugraha = « bénédiction ») : l'une des formes anthropologiques de Shiva, forme pacifique, conférant la grâce.

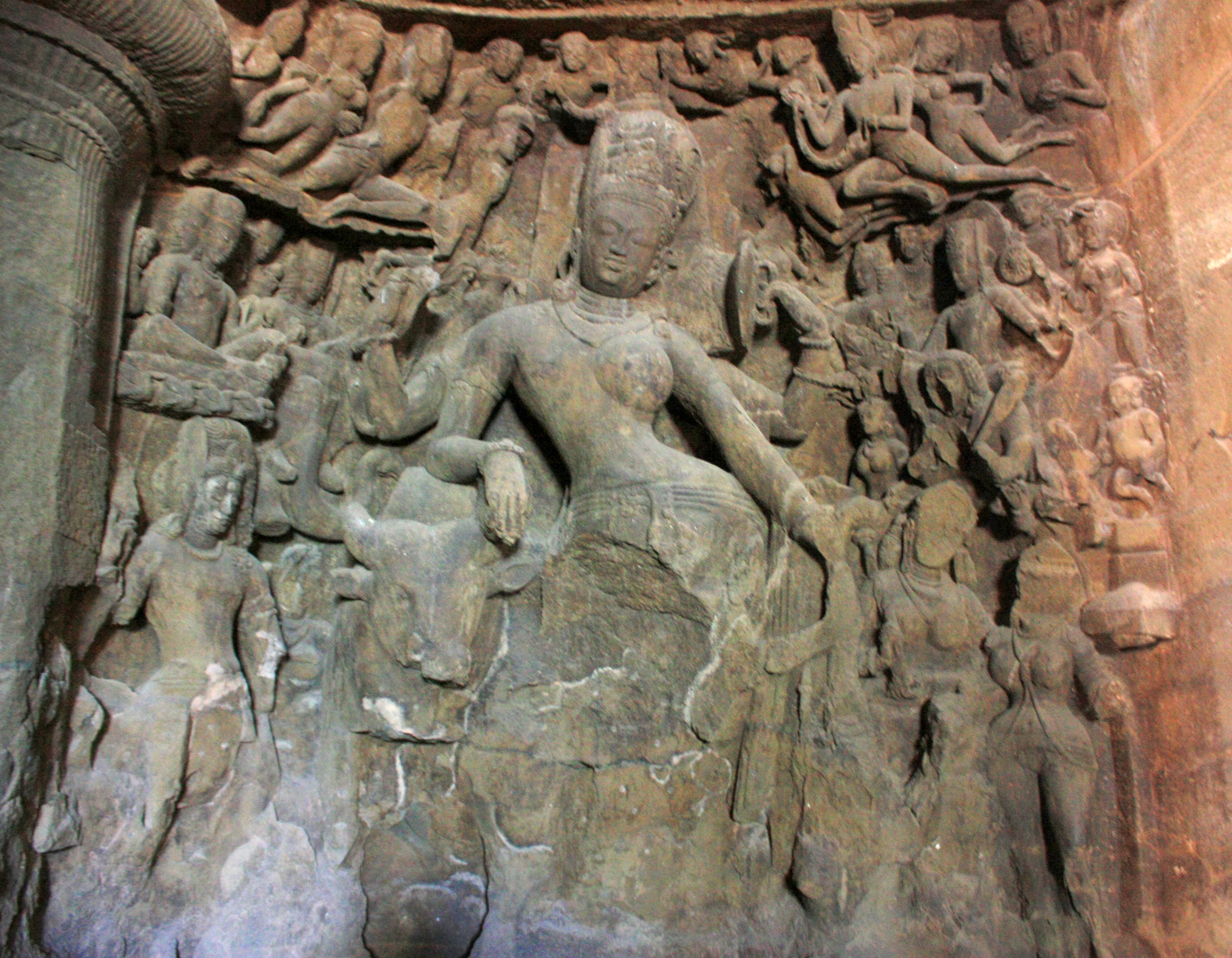
Ardhanarishvara, Shiva androgyne, grottes d'Éléphanta.

- Āpas (divinité) (आपस्) : déesse des Eaux dans l'ère védique.
- Apasmārapuruṣa (अपस्मारपुरुष, « homme de l'oubli ») : gnome, esprit du mal et de l'ignorance, piétiné par Shiva Nataraja.
- apsaras (अप्सरस्) : nymphes et danseuses célestes.
- Aranyaka (आरण्यक, āraņyaka) : textes des ascètes forestiers, explications ésotériques et mystiques des mantra.
- Aranyānī (अरण्यानी) : déesse de la forêt.
- Ardhanarishvara (अर्धनारीश्वर, ardhanārīśvara, « Seigneur à moitié femme ») : épithète de Shiva représenté sous la forme androgyne, Shiva à droite, Pârvatî, son épouse, à gauche.
- Arjuna (अर्जुनः, « le Blanc ») : fils du dieu Indra, troisième des cinq Pandava.
- Āsana (आसन) : posture (au sens lié à l'iconographie hindoue).
- Ashtadikpalas (अष्ट-दिक्पाल, aṣṭa-dikpāla, « gardien des huit directions ») : divinités gardant les points cardinaux (Est : Indra ; Sud-Est : Agni ; Sud : Yama ; Sud-Ouest : Nirriti ; Ouest : Varuna ; Nord-Ouest : Vāyu ; Nord : Kubera ; Nord-Est : Ishana).
- Ashtamangala (अष्टमंगल, aṣṭamaṅgala, « les huit symboles auspicieux ») : Dans les religions dharmiques, symboles de bon augure (mangala). Pour le bouddhisme, la conque, le parasol, les poissons, l’urne, la roue de la loi, la bannière, le lotus et le nœud.
- Ashvatthāmā (अश्वत्थामा, Aśvatthāmā) ou Drauni : fils de Drona, combat du côté des Kauravas.
- Ashvins (अश्विन, aśvin, « cavaliers ») : dieux jumeaux du ciel (Nakula et Sahadeva) dans le panthéon védique, dieux chevalins de la prospérité et de la fécondité.
- asuras (असुर) : êtres démoniaques opposés aux devas, représentés avec une peau sombre, des yeux exorbités, des crocs au coin des lèvres.
- Avatar (अवतार, avatāra, « descente ») : incarnation d'un dieu venu sur la Terre pour rétablir le dharma; plus spécifiquement : descente de Vishnou sur terre.
- Ayodhya (अयोध्या, ayodhyā, « qui ne peut être conquis ») : capitale du Kosala, royaume de Rāma.
- āyudha (आयुध) : l'arme sacrée dans les mains d'un dieu.

## B
- Baddha Konāsana (बद्धकोनासन) : posture auspicieuse, jambes croisées, plantes des pieds face à face, les deux gros orteils tenus dans chacune des deux mains.
- Bagalamukhi (बगलामुखी, bagalāmukhi, « celle qui tient la bride dans la bouche ») : l'une des dix personnalités de la déesse Devī et des dix Mahāvidyā (déesses pourvues d'une grande sagesse) ; elle fait taire les grandes gueules, met fin aux controverses.

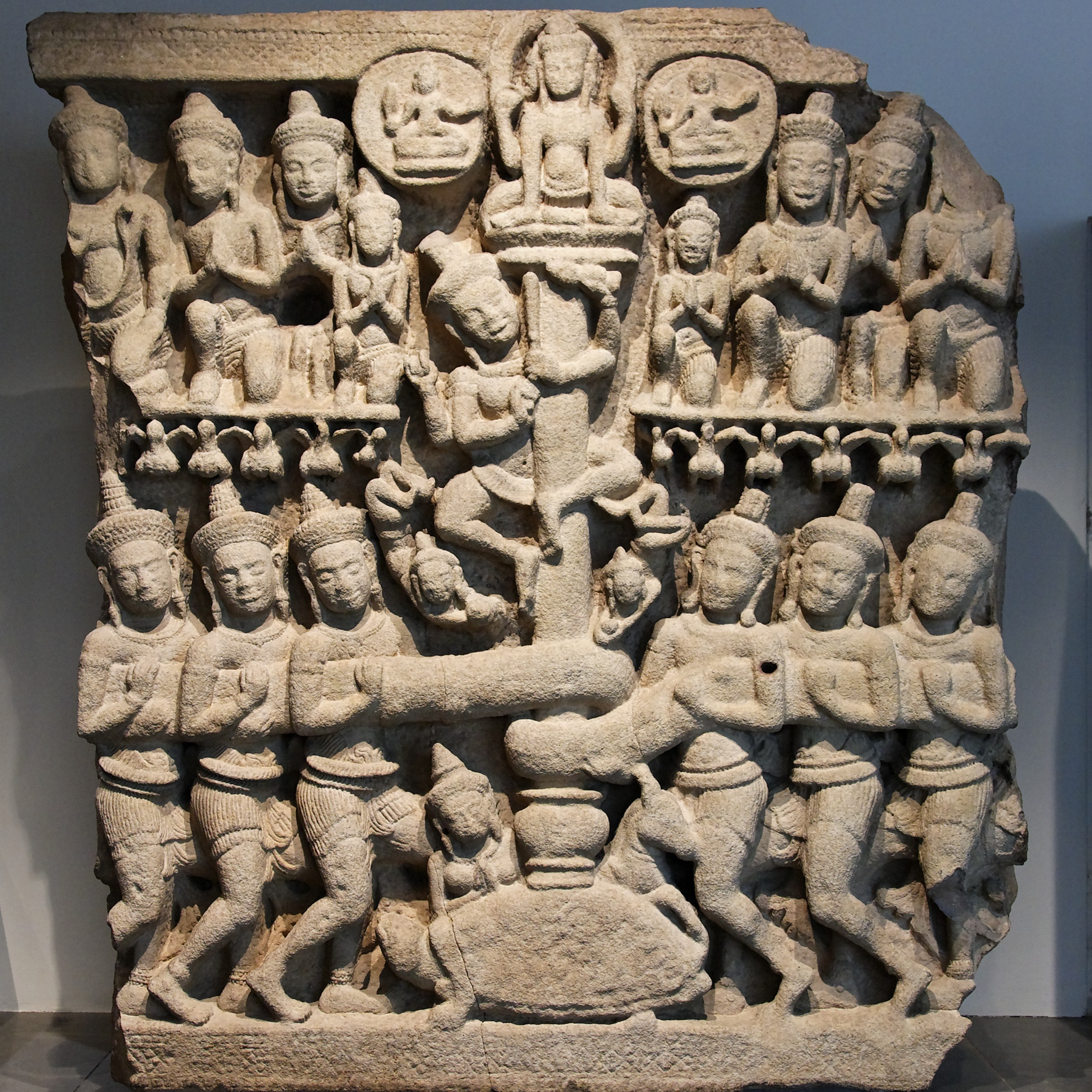
Barattage de la mer de lait. Fragment de tympan du Prasat Phnom Da, style d'Angkor Vat, première moitié du XIIe siècle. Au registre inférieur, les dieux et les démons utilisent le corps de Vasuki pour baratter l'océan de lait.
Musée Guimet, Paris

- Balakanda (en) (बालकाण्ड, bālakāṇḍa, « le livre de l'enfance ») : premier chant du Rāmāyana.
- Balarāma (बलराम) : 9e avatar de Vishnu, frère aîné de Krishna.
- Bali (बलि) : démon vaincu par Vâmana, le nain, avatar de Vishnou.
- barattage de la mer de lait (क्षीरसागरमन्थन, kśirasāgara manthana) ou de l'océan (समुद्रमन्थन, samudra manthana) : entreprise dans laquelle les devas et les asuras unissent leurs forces pour extraire le nectar d’immortalité.
- Bhadrā (en) (भद्रा, « la Favorable », « Bon Présage ») : déesse du bon présage, épouse de Kubera.
- Bhadrakālī (भद्रकाली) : déesse créée par Shiva pour anéantir son beau-père Daksha.
- Bhadrāsana (भद्रासन) : posture « à l'européenne », avec les deux jambes pendantes.
- Bhagavad-Gita (भगवद्गीता, bhagavad-gītā « Chant du Seigneur ») : enseignement spirituel que Krishna donne à Arjuna lors de la bataille de Kurukshetra ; placé au VIe chant du Mahabharata.
- Bhagavata Purana (भागवतपुराण, bhāgavata purāṇa; bhāgavata = « dévotion au Seigneur ») : un des 18 purana majeurs.
- Bhagiratha (भगीरथ, bhagīratha) : rishi, obtient des dieux la descente de Ganga sur le monde terrestre.
- Bhairava (भैरव, « terrible ») : épithète de Shiva sous sa forme terrifiante, associée à l'anéantissement.
- Bhairavi (भैरवी, bhairavī, « la Terreur ») : l'une des dix personnalités de la déesse Devī et des dix Mahāvidyā (déesses pourvues d'une grande sagesse).
- bhanga (भङ्ग, bhaṅga) : posture, inflexion du corps.
- Bharata (भरत) : dans le Rāmāyana, fils de Dasharatha et frère de Rāma, symbole du dharma.
- Bhārata (भारत) : dans le Mahābhārata, fils de Dushyanta et de Shakuntala, fondateur de la dynastie des Bhārata.
- Bhikshatana (en) (भिक्षाटन, bhikśāțana) : ascète mendiant dont Shiva prend la forme pour expier la faute qu'il a commise en décapitant Brahmā.
- Bhima (भीम, bhīma) : le deuxième des cinq Pandava.
- Bhishma (भीष्म, bhīṣma) : fils de Ganga et Shantanu, incarnation du dieu Dyaus, grand-oncle des Pandava et des Kaurava, dirige les Kaurava dans la bataille de Kurukshetra.
- bhujanga-lalita (भुजङ्ग ललिता, bhujaṅga lalitā) : position de danse, adoptée par ex. par Shiva Nataraja : pied de la jambe soulevée plus haut que le genou de la jambe de support.

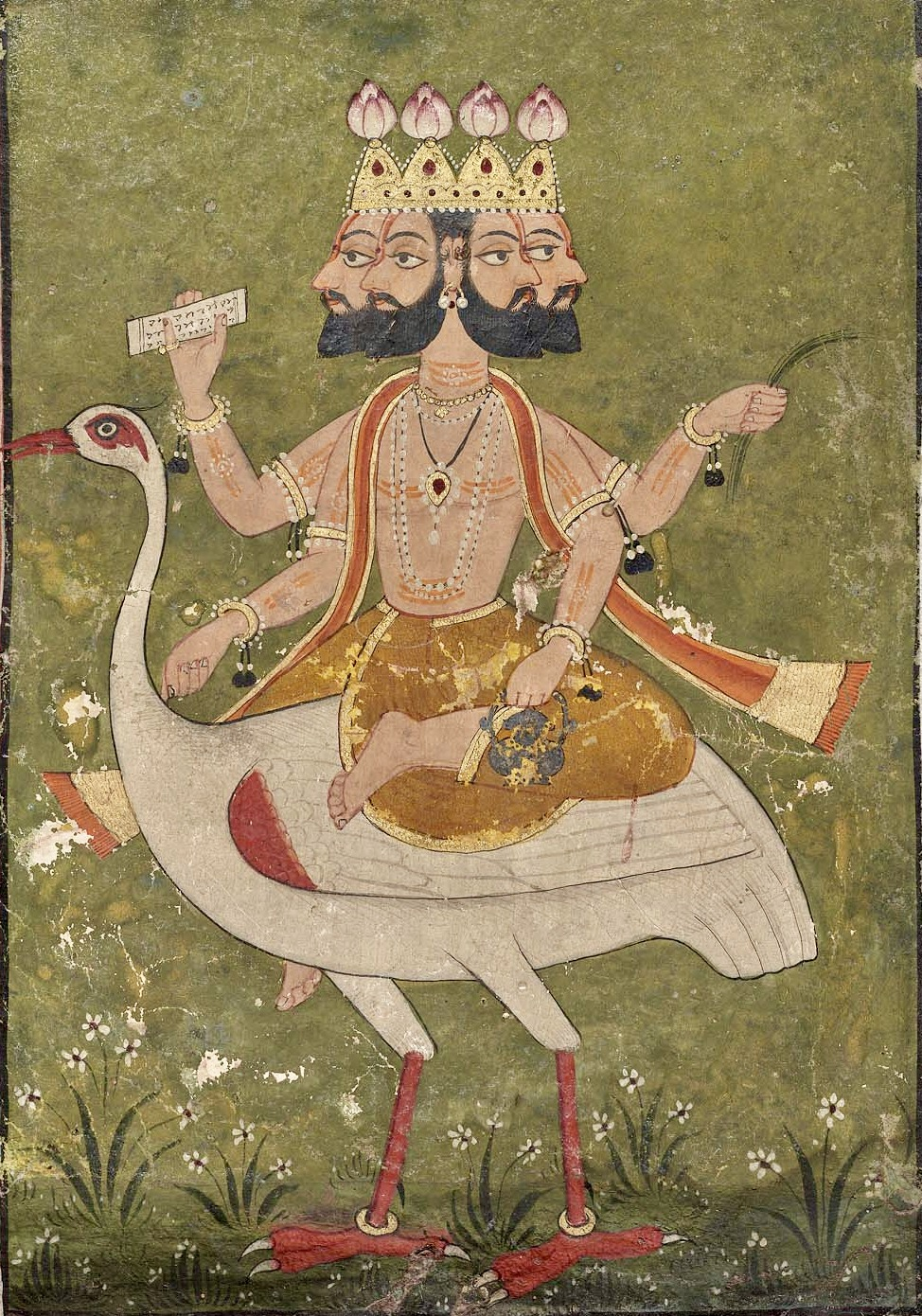
Brahmā sur l'oie Hamsa. Gouache sur papier de style Pahari (probablement École de Nurpur en Himachal Pradesh), réalisée autour de 1700.

- Bhūmi (भूमि) ou Bhū Devī (भू देवी) : personnification divine de la Terre.
- Bhūmisparśa-mudrā (भूमिस्पर्श मुद्रा) : position de prise de la terre à témoin, la main droite posée sur le genou, les doigts effleurant la terre.
- Bhūr-loka (भूर्लोक): l'un des sept cieux : la Terre.
- bhūta (भूत) : démon, être maléfique.
- Bhuvaneshvari (भुवनेश्वरी, bhuvaneśvarī, « Souveraine des sphères » < Bhur, Bhuva, Svah « Terre, air, cieux ») : l'une des dix personnalités de la déesse Devī et des dix Mahāvidyā (déesses pourvues d'une grande sagesse), incarnation du monde physique.
- Bhuvar-loka (भुवर्लोक) : l'un des sept cieux : l'atmosphère, domaine de résidence des esprits et des génies (devas, apsaras, gandharvas).
- Brahmā (ब्रह्मा) : premier dieu de la Trimūrti, celui qui préside à la création. Il n'a pas de culte, n'intervenant plus dans l'élaboration de l'univers après l'avoir engendré. D'après la tradition vishnouite, il serait né du nombril de Vishnou. Représenté avec 4 têtes et 4 bras, sa monture est l'oie sauvage (hamsa).
- Brahmā-loka (ब्रह्मालोक) ou Satya-loka (सत्यलोक) : l'un des sept cieux, monde de la vérité suprême, séjour de Brahmā, septième ciel.
- Brāhmī (ब्राह्मी) : une saptamatrika, parèdre de Brahmā.
- Brihad-devatâ (en) (बृहद्देवता, bṛhaddevatā) : Grand index des divinités du Rig-Véda.

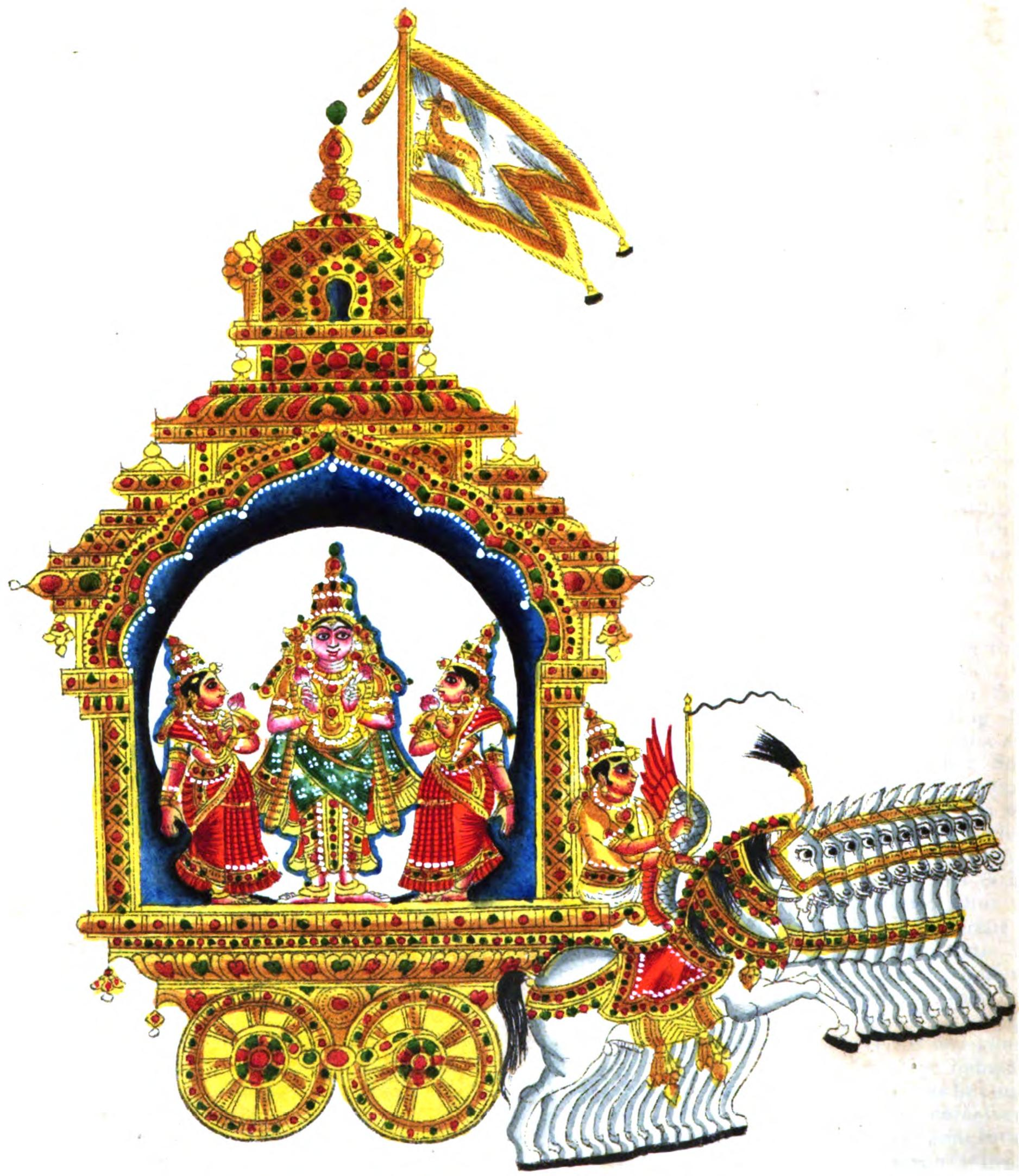
Chandra sur son char tiré par dix chevaux blancs.

- Brihaspati (बृहस्पति, bṛhaspati): prêtre des dieux, maître de la formule sacrificielle ; en tant que planète, correspond à Jupiter dans l'astrologie hindoue.
- Budha (बुध, « le Sage »), engendre avec Ilā, un fils, Pururavas, fondateur de la dynastie lunaire ; correspond à la planète Mercure dans l'astrologie hindoue.
- Buddhi (बुद्धि, Épouse de Ganesh, la Sagesse personnifiée, fille de Prajāpati.

## C
- chakra (चक्र, cakr, « disque, roue ») : attribut principal de Vishnou, représente la structure des mondes et de l'individu.
- chamara (चामर, cāmara) : chasse-mouches.
- Chamunda (चामुण्डा, cāmuṇḍā) : forme terrible de Devī.
- Chamundi (चामुण्डी, cāmuṇḍī) : une saptamatrika, parèdre de Rudra.
- Chandra (चन्द्र, candra, « le Lumineux ») : dieu de la Lune, représenté sur son char tiré par une antilope ou dix chevaux blancs, aussi identifié au dieu védique Soma.
- chatra (छत्र, ombrelle) : symbole de bon augure.
- chaturmukha (चतुर्मुख, caturmukha) : à quatre visages, à quatre têtes, comme est le plus souvent représenté Brahmā.
- Chinnamasta (छिन्नमस्ता, Chinnamastā, « la Décapitée ») : l'une des dix personnalités de la déesse Devī et des dix Mahāvidyā (déesses pourvues d'une grande sagesse).
- Chitragupta (चित्रगुप्त, citragupta) : scribe de Yama, tient le registre des morts et consigne leurs faits et gestes.
- Chitrakuta (चित्रकूट, citrakūṭa, « colline aux nombreux miracles ») : contrée de forêts où Rāma et Sītā vivent en exil pendant 11 ans ½.

## D
- Daitya (दैत्य) : classe d'asuras, fils de Diti et du sage Kashyapa; asura perturbant les sacrifices.
- dakini (डाकिनी, ḍākinī) . démon-femelle.
- Daksha (दक्ष, dakṣa) fils de Brahmā, père de nombreuses déesses, dont Sati.

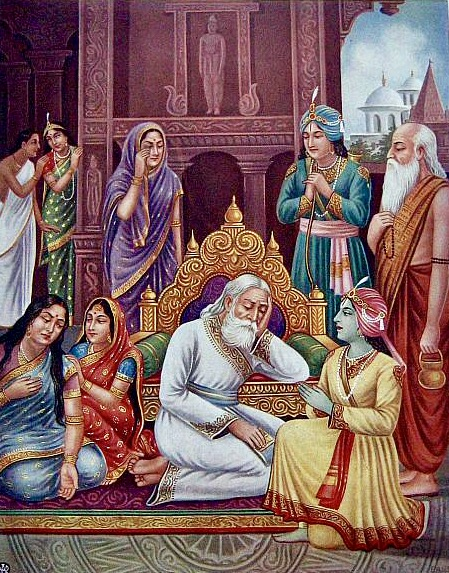
Le roi Dasharatha inconsolable de devoir bannir Rāma dans la forêt.

- Dakshinamurti (दक्षिणामूर्ति, dakṣiṇāmūrti), « forme du sud ») Shiva comme source de la connaissance, orne la façade de temples shivaïtes tamouls.
- Danavas (दानव) : classe d'asuras, fils de Danu et du sage Kashyapa.
- Dandaka (दंडक, Daṃḍaka) : forêt où Rāma vécut en ermite pendant son exil avec Sītā et Lakṣmaṇa.
- Dasharatha (दशरथ, daśaratha) : roi d'Ayodhya, père du prince Rāma.
- dasyu (दस्युः, dasyuḥ) : esprits malveillants, ennemis des dieux et des hommes.
- Dattātreya (दत्तात्रेय) : divinité englobant Brahmā, Vishnou et Shiva.
- deva (देव) : Dieu védique comme Indra, Kâma, Sūrya… en opposition à Mahādeva, dieu suprême (Brahmā, Vishnou ou Shiva).
- Devaki (देवकी, devakī), épouse de Vasudeva, mère de Krishna.
- devarāja (देवराज) : dieu-roi ou roi-divinité faisant l'objet d'un culte.
- Devendra (देवेन्द्र) : autre nom pour Indra.
- Devī (देवी) : déesse (nom générique).
- Devī (देवी) : mère de l'Univers, est adorée sous dix formes principales ou mahavidyas (« Grandes Sagesses ») : les déesses tantriques Kali, Tara, Shodashi (ou Rajarajeshvari), Bhuvaneshvari, Bhairavi, Chinnamasta, Dhumavati, Bagalamukhi, Matangi, Kamala.
- Dharma (धर्म, «loi, religion, doctrine... ») : terme polysémique des religions dharmiques dénotant autant une doctrine religieuse, qu'une loi personnelle.
- Dharmachakra (धर्मचक्र, dharmacakra, «Roue de la Loi») : Symbolise la diffusion de l'enseignement du Bouddha. Fait partie des huit symboles auspicieux
- Dharmachakra-mudrā (धर्मचक्र मुद्रा, dharmacakra-mudrā) : geste consistant à faire tourner la roue de la Loi (deux mains devant la poitrine, paume de la droite vers l'extérieur, pouce et index réunis, touchant un doigt de la main gauche, dont la paume est vers l'intérieur, pouce et index réunis).
- Dhrishtadyumna (धृष्टद्द्युम्न, dhṛṣṭadyumna, « courageux et glorieux ») : incarnation du dieu du Feu et frère de Draupadi, général en chef des Pandavas.
- Dhritarashtra (धृतराष्ट्र, dhṛtarāṣṭra): roi né aveugle, fils de Vyasa, père des cent Kauravas.
- Dhumavati (धूमावती, dhūmāvatī, « la Puissance couleur de fumée ») : l'une des dix mahavidyas (« Grandes Sagesses ») et des dix personnalités de la déesse Devī ; déesse du dénuement, de la solitude, de la maladie et de la misère.
- Dhyāna-mudrā (ध्यान मुद्रा) : geste de méditation, main droite sur main gauche, posées à plat sur les genoux, paumes vers le ciel.

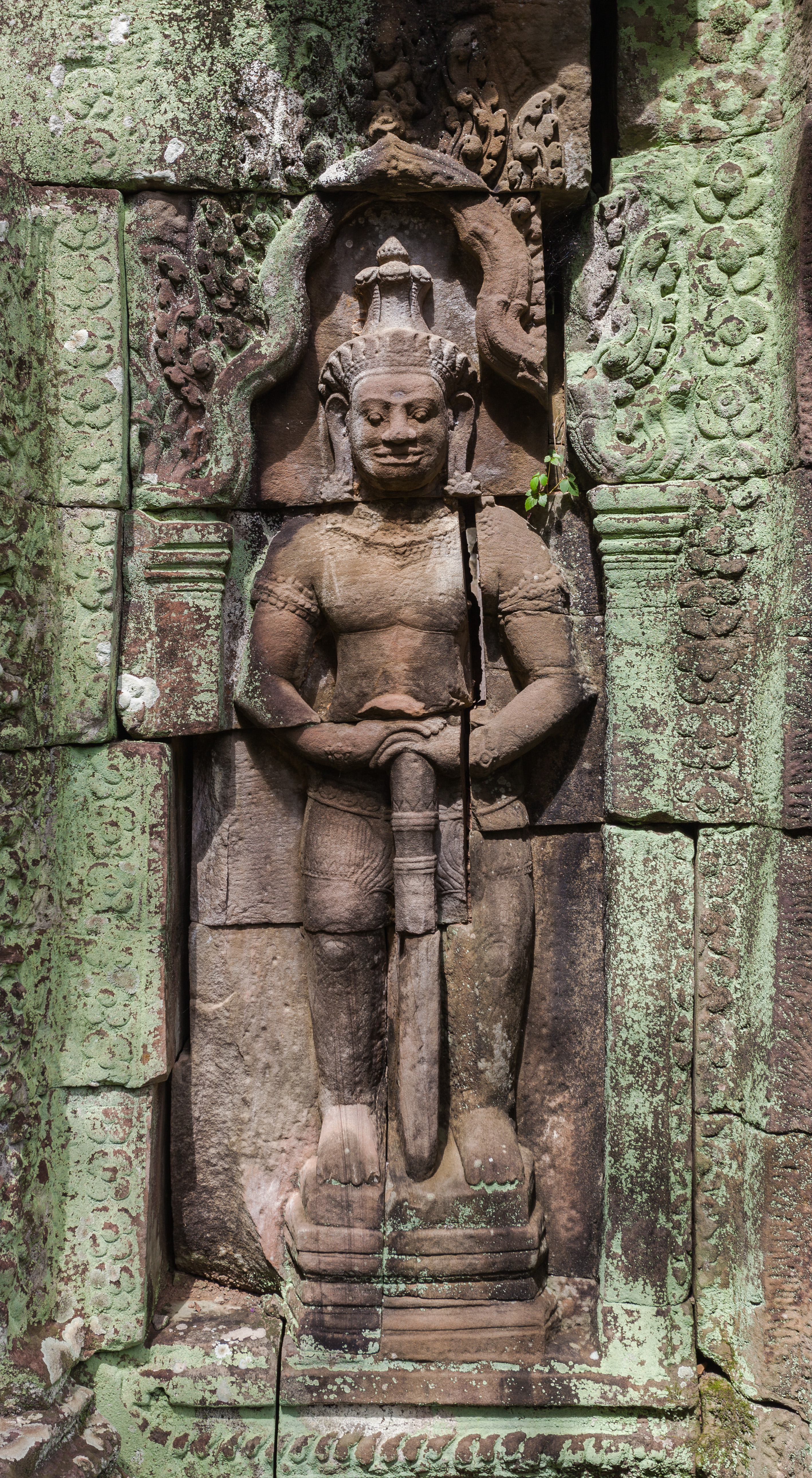
Dvarapala à Banteay Kdei à Angkor, Cambodge.

- dikpalas (दिक्पाल, dikpāla) : gardiens de l'espace, gardiens des points cardinaux (Indra, Agni, Yama. Nirriti, Varuna, Vāyu, Kubera, Ishana).
- Divali (दिवाली, divālī) ou Dipavali (दीपावली, dīpāvalī) : Fête des Lumières.
- dola-hasta (दोलाहस्त, dolāhasta) : position de la main gauche de devant de Shiva Nataraja, formant avec le bras comme une trompe d'éléphant, invitant le dévot à chercher refuge dans son pied levé.
- Dourga ( दुर्गा, durgā, « l'Inaccessible ») : épithète de Parvati, l'épouse de Shiva, tueuse du démon-buffle Mahishasura, chevauche un tigre ou un lion.
- Draupadi (द्रौपदी, draupadī) : épouse commune des cinq Pandavas, incarnation de la déesse Sri.
- Durga : cf. Dourga.
- Duryodhana (दुर्योधन) : fils de Dhritarashtra, meneur des Kauravas, incarnation du démon Kali.
- Dussehra (दशहरा, daśahrā) : 1. Fête de Dourga ; 2. Fête célébrant la victoire de Rāma sur le démon Rāvana.
- Dvaipayana (कृष्ण द्वैपायन व्यास, kṛṣṇa dvaipāyan vyās) ou Veda Vyâsa : rishi légendaire, auteur et compilateur du Mahabharata.
- dvarapala (द्वारपाल, dvārapāla, « gardien de porte») : divinités placées à l'entrée des sanctuaires pour repousser les mauvais esprits.
- Dyaus Pitar (द्यौष् पिता, dyauṣ pitā) : dieu du Ciel lumineux et père des dieux.
- Dyava-Prithivi ((द्यावापृथिवी), dyāvā-pṛthivī) : le Ciel et la Terre, couple divin personnifiant les deux moitiés de l'Univers.
- dynastie solaire : Sūrya-vamsha  (सूर्यवंश, sūryavaṃśa).
- dynastie lunaire : Soma-vamsha (सोमवंश, somavaṃśa).

## E
- ekāntika (एकान्तिक) : adoration du dieu unique, dans un ancien culte de bhakti.

## G
- gada (गदा, gadā, « massue ») : un des attributs de Vishnou.
- ganas (गण, gaņa) : troupes de semi-divinités dirigées par Ganesh.

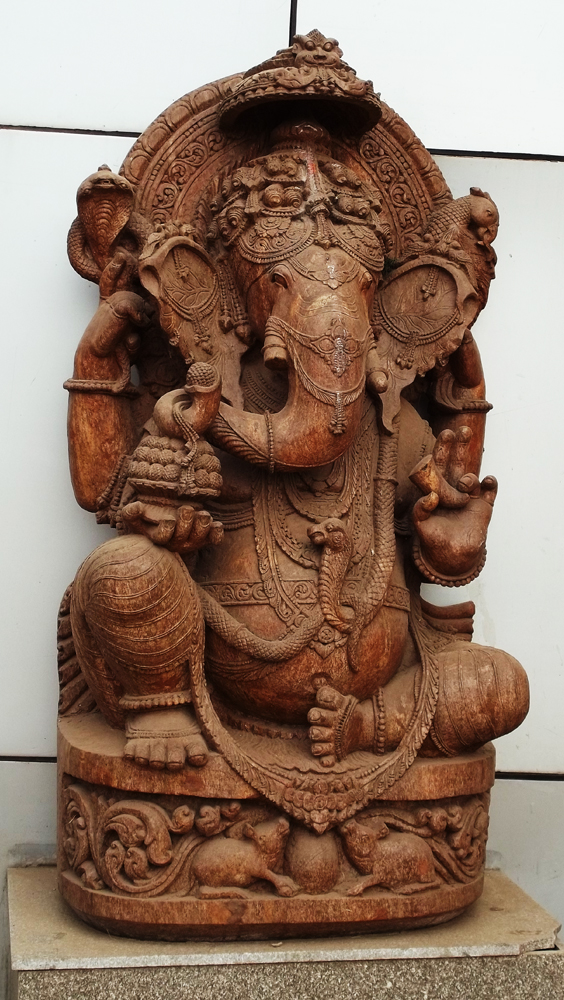
Sculpture de Ganesh, à Bhubaneshwar.

- Ganapati (गणपति, gaņapati) : autre nom de Ganesh.
- Gāndhārī (गांधारी) : femme de Dhritarashtra, aura cent fils, les Kauravas.
- gandharvas (गन्धर्व) : musiciens et chanteurs célestes.
- Ganesh(a) (गणेश, gaṇeśa) ou Ganapati ou Vinayaka : dieu qui supprime les obstacles, fils de Shiva et Parvati, époux de Buddhi, Siddhi et Riddhi, il a une tête d'éléphant, sa monture est le rat.
- Ganga (गङ्गा, gaṅgā) : déesse du Gange, épouse de Shiva.
- Gangadhara (गङ्गाधर, gaṅgādhara, « porteur du Gange ») qualificatif de Shiva «Recevant le Gange» (sur sa chevelure pour l'empêcher de fracasser la Terre) ; il provoqua la descente sur Terre du Gange céleste [mandākinī] à la demande de Bhagīratha.
- Gange (गङ्गा, gaṅgā) : fleuve sacré, issu du chignon de Shiva.
- garbha-griha (गर्भगृह, garbhagṛha, «chambre du ventre ») : cœur du temple hindou, son sanctuaire.
- Garuda (गरुड, garuḍa) : aigle divin, monture de Vishnou, ennemi des Nagas.
- gītā (गीता) ou gīta (गीत) : chant.
- go-mātā (गोमाता, « vache-mère ») : symbole de maternité.
- Gopala-Krishna (गोपालकृष्ण, gopālakṛṣṇa): Krishna protecteur des vaches.
- Go-pūjā (गोपूजा) : fête avec processions et offrandes célébrant les vaches.
- Govardhanadhara (गोवर्धनधर, « gardien de la colline Govardha ») : autre nom pour Krishna.
- Govinda (गोविन्द, « celui qui trouve les vaches ») : l'un des épithètes de Krishna.

## H
- hamsa ( हंस, haṃsa) : oie sauvage, monture de Brahmā, ou cygne blanc, monture de Sarasvati.
- Hanumān (हनुमान्) : dieu singe, héros du Ramayana, fils de Vāyu, dieu du vent.
- Hara (हर, « le destructeur ») : autre nom de Shiva.
- Hari (हरि, « jaune, or ») : autre nom de Vishnou et de son avatar Krishna.
- Harihara (हरिहर) : représentation fusionnée de Vishnou et Shiva.
- Harivaṃśa (हरिवंश, « Généalogie de Hari (Krishna) »), appendice au Mahabharata.
- Hastinapur (हस्‍तिनापुर, hastināpura) : capitale de l'empereur Bhārata, puis du royaume des Kauravas.
- Hiranyagarbha (हिरण्यगर्भः, Hiraṇyagarbha « œuf d'or ») : qualificatif du dieu créateur Brahmā, qui serait né d'un œuf d'or.
- Hiranyakashipu (हिरण्यकशिपु, hiraṇyakaśipu) : frère de Hiranyaksha, obtient de Brahmā un gage d'indestructibilité, néanmoins tué par Vishnou.

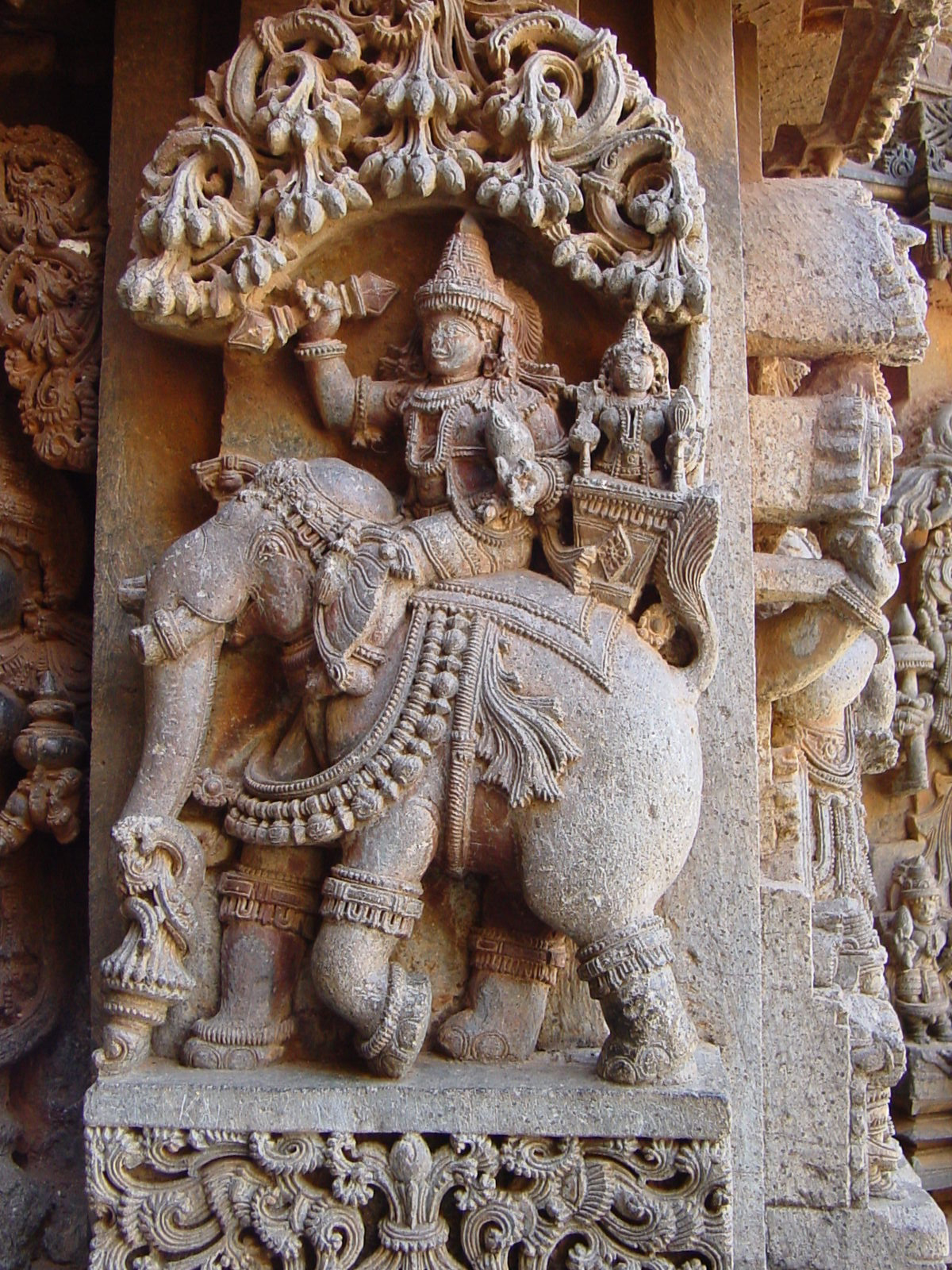
Indra tenant le vajra « foudre » sur l'éléphant Airāvata, Somanathapura (vers 1265).

- Hiranyaksha (हिरण्याक्ष, hiraṇyākśa) : frère de Hiranyakashipu, démon appartenant à la classe de Daityas ayant submergé la Terre, tué par Vishnou.

## I
- Ikshvaku (इक्ष्वाकु, ikṣvāku) : fils aîné de Manu Vaivasvata, fondateur de la dynastie solaire.
- Ila (इल) : divinité androgyne, fille/fils de Manu Vaivasvata.
- Indra (इन्द्र) : roi des dieux védiques, Dikpâla gardien de l'est, dieu guerrier, représenté chevauchant son triple éléphant Airavata.
- Indrajit (इन्द्रजित्, « vainqueur d'Indra ») : fils de Ravana, grand guerrier dans le camp de son père.
- Indrani (इन्द्राणी, indrāṇī) : une saptamatrika, épouse d'Indra, déesse de la Beauté, mais aussi de la Colère.
- Indraprastha (इन्‍द्रप्रस्‍थ) : capitale du royaume des Pandava.
- Ishana (ईशान, īśāna) : un aspect de Shiva, Dikpâla gardien du nord-est, la direction la plus auspicieuse, sa monture est le taureau Nandi.
- Ishvara (ईश्वर, īśvara) : le seigneur suprême.

## J
- Jambavat (जाम्बवात् jāmbavāt) : roi des ours, soutient Rāma dans son combat contre Ravana.
- Jagannātha (जगन्नाथ, « seigneur de l'Univers ») : un des qualificatifs de Shiva ; nom donné à Krishna lorsqu'il est considéré comme la divinité suprême.
- Janaka (जनक) : roi de Videha, père de Sītā.
- Janamejaya (जनमेजय) : roi de Kuru, fils de Parikshit.
- Janar-loka (जनर्लोक) : l'un des sept cieux, séjour des fils de Brahmā.
- jata-mukuta (जटामुकुट, jaṭāmukuṭa) : haut chignon de tresses de Shiva nataraja.
- Jatayu (जटायुः, jaṭāyu) : aigle qui tente d'empêcher l’enlèvement de Sītā.

## K
- Kadru (कद्रू, kadrū) : fille de Daksha, femme de Kashyapa, et mère des Nāgas, personnifie la Terre.

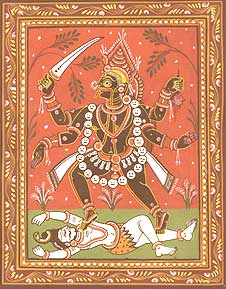
Kālī dansant sur le corps de Shiva.

- Kaikeyī (कैकेयी) : l'une des épouses de Dasharatha, mère de Bharata.
- Kailasha (कैलास, kailāsa) : demeure du dieu Shiva, gardée par le taureau Nandi.
- Kāla (काल) : le temps qui s'écoule, le temps qui détruit, aspect de Shiva, maître du temps ; désigne aussi la couleur « noir ».
- Kālī (काली, « la Noire »), déesse mère associée à Shiva, forme terrible de la déesse Durgā, au corps sombre, grande puissance du temps ; épithète de Pārvatī.
- Kāliya (कालिय) : serpent à cent têtes empoisonnant les eaux de la Yamuna, maîtrisé par Krishna.
- Kali Yuga (कलियुग) : quatrième et actuel âge (sombre) de la cosmogonie hindoue.
- Kalkī (कल्की) : dernier avatar de Vishnou, justicier de la fin des temps, il chevauche un cheval blanc.
- Kalpa (mythologie) (कल्प) : période cosmologique d'un jour (demi-journée) de Brahmā, durée d'une création de l'Univers, valant 1000 grandes ères [mahāyuga] (environ 4,32 milliards d'années) ; chaque kalpa se compose de 14 ères de Manu [manvantara].
- kalyāṇasundara-mūrti (en) (कल्याणसुन्दर-मूर्ति « icône du beau mariage ») : représentation iconographique du mariage de Shiva et Parvati.
- Kāma (कामदेव, kāmadeva) : dieu de l'Amour, souvent représenté chevauchant un perroquet.
- Kāmadhenu (कामधेनु, « celle qui exauce tous les désirs ») : ancêtre mythique de toutes les vaches, mère nourricière, représentée avec une tête de femme, un corps de vache, des ailes d'aigle et une queue de paon.
- Kamalā (कमला, « lotus »): déesse lotus, l'une des dix Mahāvidyās, elle incarne tout ce qui est désirable.
- kamandalu (कमण्डलु, kamaṇḍalu) : pot contenant la liqueur d'immortalité ; pot porté par les sadhous contenant de l'eau symbolisant l'élixir de vie (amrita).
- Kameshvari (कामेश्वरी kāmeśvarī, « Souveraine du désir divin ») : autre nom de la déesse Shodashi.
- Kamsa (कंस, Kaṃsa) : roi de Mathura, tué par Krishna.
- Karna (कर्ण, Karṇa) : fils caché de Kunti, l'un des cent Kauravas.
- Karna-mudrā (कर्ण मुद्रा) : geste visant à exécuter une action, à conjurer le sort (index et auriculaire dressés, les autres doigts repliés vers la paume).
- Kārttikeya (कार्त्तिकेय) ou Skanda ou Kumara : dieu de la guerre, fils de Shiva et de Parvati, représenté avec une ou six têtes, sa monture est le paon Paranī.
- Kaumārī (कौमारी) : une saptamatrika, parèdre de Kārttikeya.
- Kaurava (कौरव) : famille légendaire, opposée aux Pāndavas dans le Mahabharata.
- Kausalyā (कौसल्या) : l'une des épouses de Dasharatha, mère de Rāma.
- Ketu (केतु) : «Météore», fils de Ṛṣabha, divinité du solstice d'hiver, queue du «dragon descendant» Rāhu ; on le surnomme le chauve (Muṇḍa ou Akeśa). L'une des 9 planètes de l'astrologie indienne, personnifiant la comète, dont l'aspect rapide et passager est évoqué par sa queue effilée de serpent.
- Khara (खर) : frère de Shurpanakha, qui tenta vainement de vaincre Rāma.

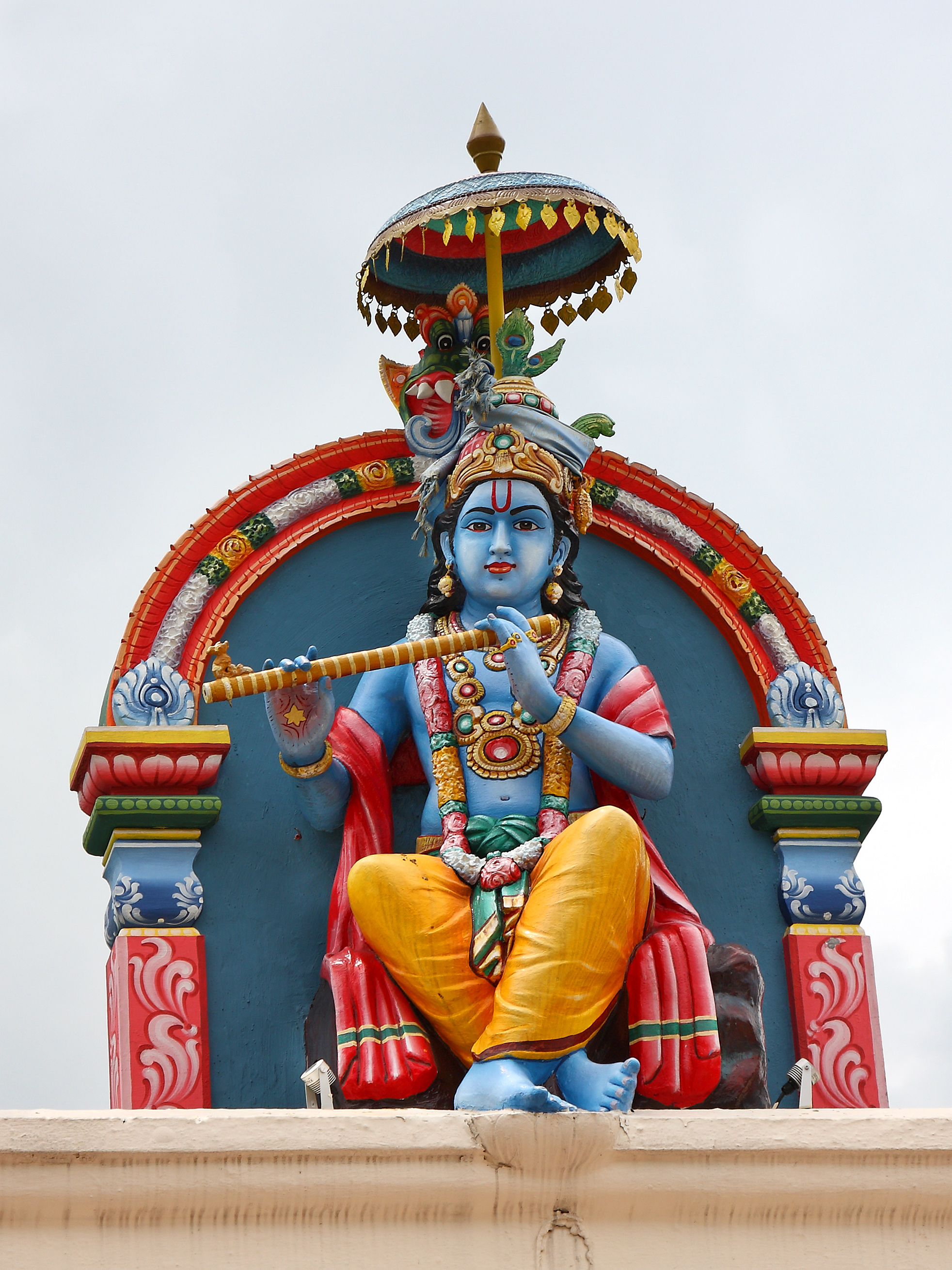
Krishna, temple de Sri Mariamman, Singapour.

- kinnara (किन्नर) : être semi-divin, mi-oiseau (ou mi-cheval) mi-musicien, amoureux exemplaire.
- kinnarī  किन्नरी) : équivalent femelle du kinnara.
- kirtimukha (कीर्तिमुख, kīrtimukha, « visage de gloire ») : visage plus ou moins stylisé de monstre féroce ayant d'énormes crocs et la bouche ouverte, généralement sans mâchoire inférieure.
- Kishkindha (किष्किन्धा, kiṣkindhā) : royaume de Sugriva, roi des Vanaras.
- Kosala (कोसल) : royaume ayant pour capitale Ayodhya, Rāma en devient le roi à la fin du Ramayana.
- Krishna ( कृष्ण, kṛṣṇa, « bleu foncé, sombre ») : huitième avatar et seul avatar plénier de Vishnou, conducteur du char d'Arjuna dans la bataille de Kurukshetra.
- Krishna Dvaipāyana  (कृष्णद्वैपायन, kṛṣṇadvaipāyana, « né dans une île ») ou Vyâsa : rishi légendaire, fils de Parashara et Satyavati, auteur et compilateur de l'hindouisme.
- Krittikā : les sept nourrices de Kārttikeya, personnifications de la constellation de la Pléiade.
- Kubera (कुबेर) : dieu des richesses, roi des yakshas, Dikpâla gardien du nord, représenté avec un ventre proéminent et armé d'une épée.
- kuladevata (कुलदेवता, kuladevatā) : divinité familiale, le plus souvent déesse (kuladevī, कुलदेवी).
- Kumāra (कुमार) ou Kārttikeya ou Skanda : dieu de la guerre, fils de Shiva et de Pārvatī, représenté avec une ou six têtes, sa monture est le paon Paranī.
- Kumari (कुमारी, kumārī, « jeune fille ») : déesse de la chasteté.
- Kumbhakarna (कुम्भकर्ण, kumbhakarṇa) : frère de Ravana, tué par Rāma.

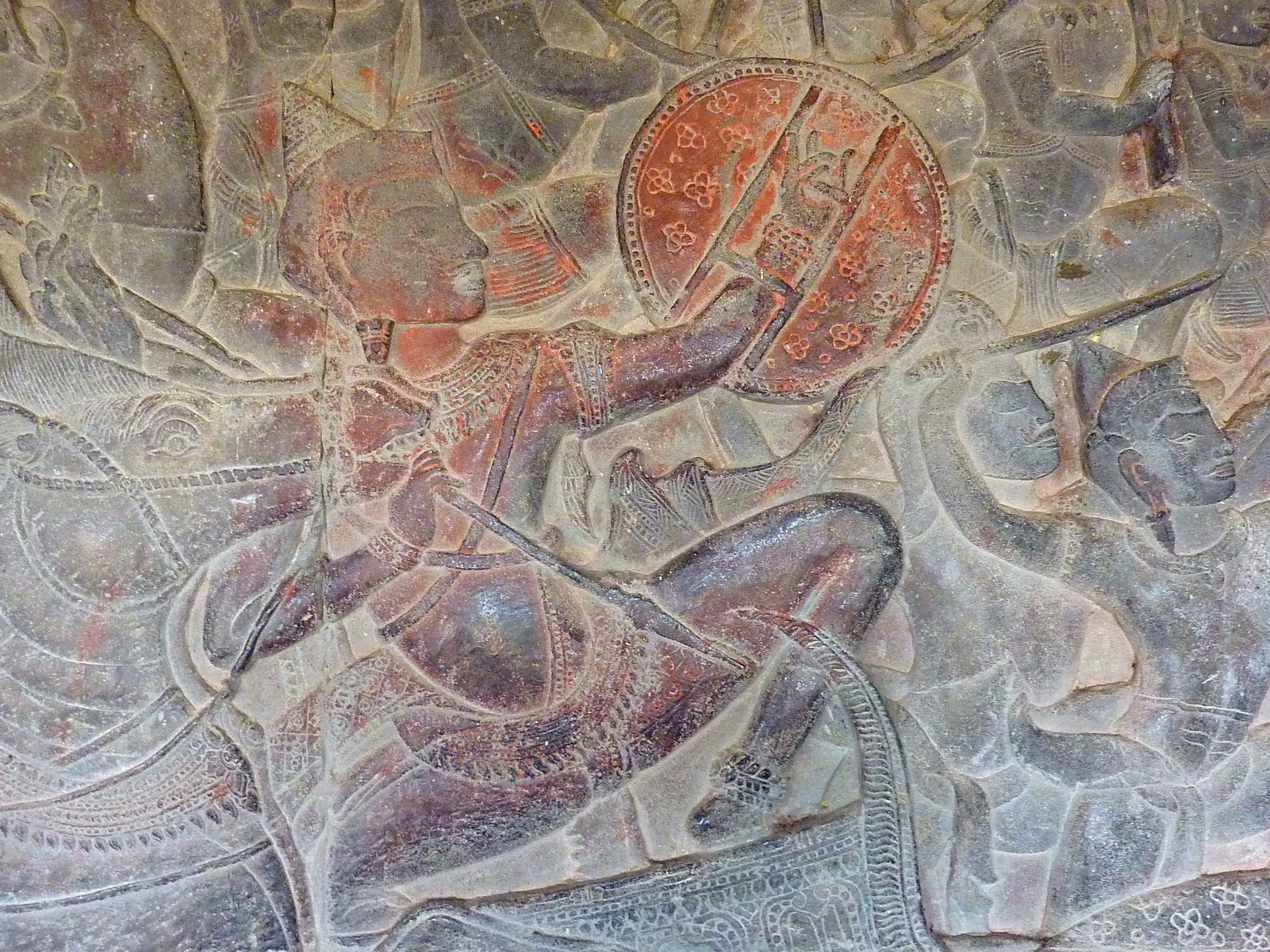
Guerrier combattant à la bataille de Kurukshetra, bas-relief, Angkor Vat.

- kuṇḍala (कुण्डल) : boucles d'oreilles.
- Kunti (कुन्ती, kuntī) : une femme du roi Pandu.
- Kūrma (कूर्म) : « tortue », deuxième avatar de Vishnou.
- Kuru (कुरु) : royaume que s'arrachèrent les Kauravas et les Pandavas.
- Kurukshetra (कुरुक्षेत्र युद्ध, kurukṣetra yuddha, « bataille du champ de Kuru ») : dans le Mahābhārata, bataille entre les Kauravas et les Pandavas.
- Kusha et Lava (कुश, kuśa, et लव) : fils de Rāma et Sītā.
- Kusumachapa (कुसुमचाप, kusumacāpa, « aux flèches de fleurs ») : épithète du dieu de l'Amour Kāma.

## L
- Lakshmana (लक्ष्मण, lakṣmaṇa) : dans le Ramayana, fils de Dasharatha et frère de Rāma.
- Lakshmi (लक्ष्मी, lakṣmī) ou Sri : épouse de Vishnou et déesse de la prospérité royale, l'une des divinités les plus vénérées dans l'hindouisme.
- Lakulisha (लकुलीश, lakulīśa) : Shiva à la massue, souvent représenté avec un phallus en érection.
- lalitāsana (ललितासन) : posture de relaxation, une jambe repliée à plat sur le piédestal, l'autre pendante.
- Lanka (लङ्का, laṅkā) : royaume de Ravana.
- Lanka, bataille de : dans le Ramayana, combat mythique entre les armées de Vishnou et celles du démon Ravana.
- lingam (लिङ्गं, liṅgaṃ) ou linga (लिङ्ग, liṅga) : symbole de Shiva. Phallus, pierre polie dressée à laquelle on rend un culte.
- loka (लोक) : mondes, divisions de l'univers (7 cieux et 7 enfers) ; les 7 cieux sont (q.v.) : Bhūr-loka, Bhuvar-loka, Svar loka, Mahar-loka, Janar-loka, Tapar-loka et Brahmā-loka ou Satya-loka.
- lokapāla (लोकपाल) : protecteurs des mondes, divinités gardiennes des points cardinaux.

## M

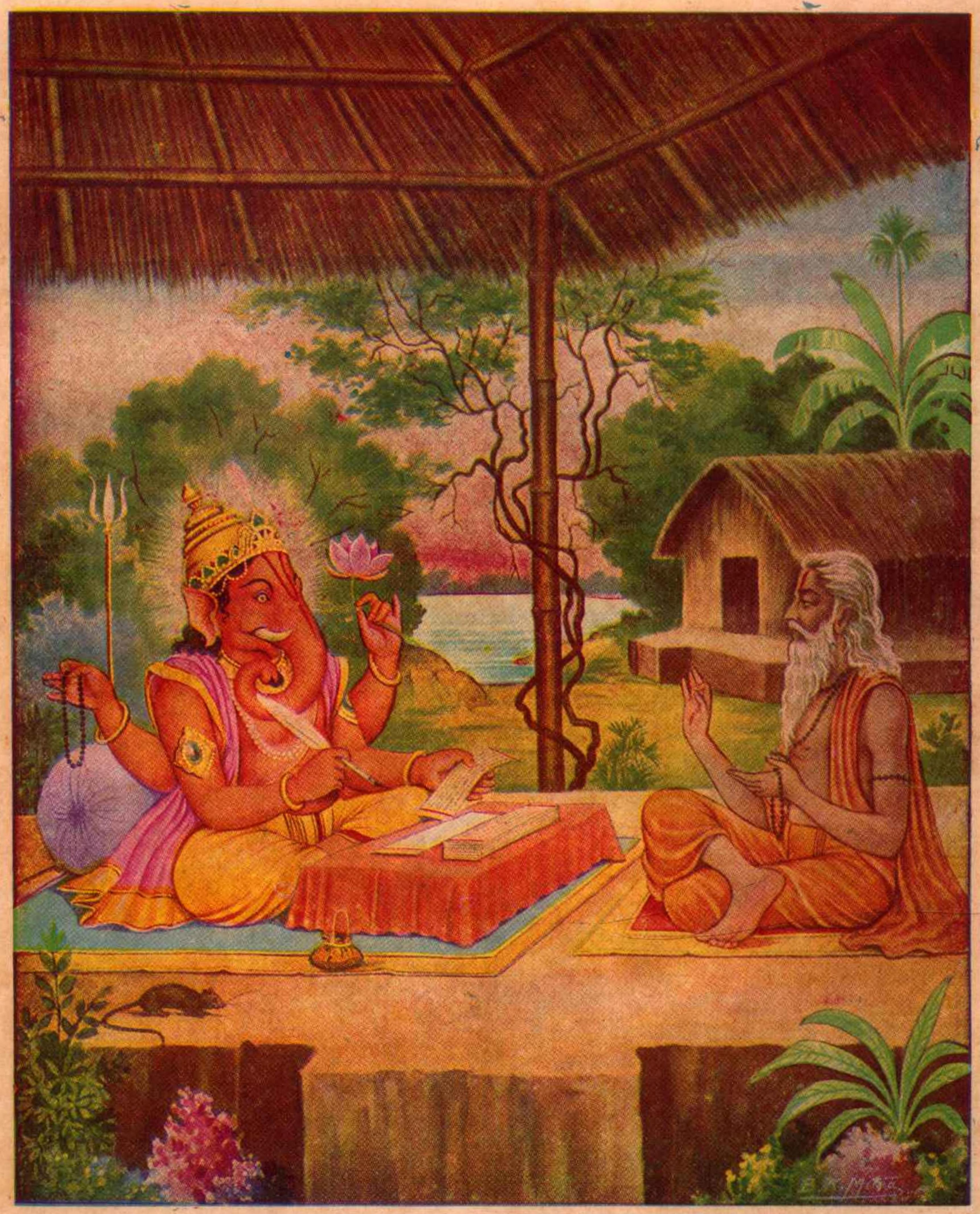
Ganesh écrit le Mahabharata sur dictée de Vyāsa.

- Madana (मदन, « ivresse amoureuse ») : épithète de Kāma.
- Madhu (मधु) : dieu du printemps, saison du printemps.
- Madri (माद्री, mādrī) : une femme du roi Pandu.
- maha (महा, mahā) : grand.
- Mahabharata (महाभारत mahābhārata, «Grande guerre des Bhārata ») : épopée relatant la « Grande Geste » des Bhārata.
- Mahadeva (महादेव) : Dieu Suprême, peut désigner soit Shiva, soit Vishnou.
- Mahākāla (महाकाल, « Grand Temps ») : temps absolu, vainqueur du temps, aspect de Shiva, opposé à Kâla, le Temps qui s'écoule, autre aspect de Shiva ; vénéré comme Seigneur du sommeil ou Dieu suprême.
- Mahākālī (महाकाली) : aspect terrible de Parvati, épouse de Shiva.
- Mahar-loka (महर्लोक) : l'un des sept cieux, au-dessus de l'étoile Polaire.
- Mahārāja-līlā (महाराजलीला) : posture nonchalante, deux jambes pliées, une à plat au sol, l'autre levée.
- Mahavidya (महाविद्या, mahāvidyā, « Grandes Sagesses »), dans le tantrisme, dix déesses représentant chacune une personnalité de la déesse Devī (Kali, Tara, Shodashi (ou Rajarajeshvari), Bhuvaneshvari, Bhairavi, Chinnamasta, Dhumavati, Bagalamukhi, Matangi, Kamala).
- Māheśvarī (माहेश्वरी) : une saptamatrika, parèdre de Shiva.
- Mahiṣāsuramardinī (महिषासुरमर्दिनी, « qui tue le démon-buffle ») : épithète de Durga terrassant le démon buffle.
- Mahishasura (महिषासुर, mahiṣāsura) : démon-buffle transpercé par Dourga.

- Makara (मकर) : monstre marin.

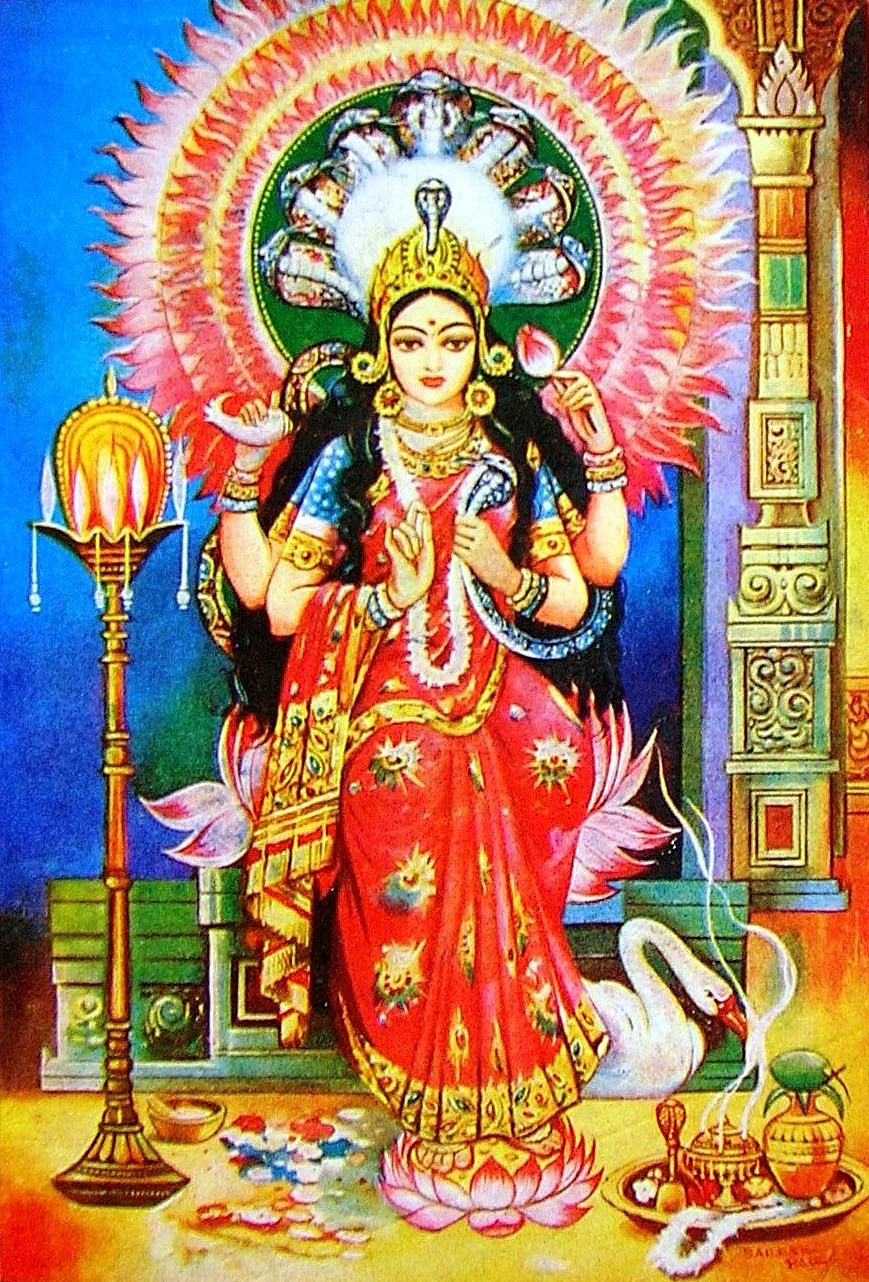
Manasa, déesse des serpents.

- Makaradhvaja (मकरध्वज, « à l'emblème de makara ») : l'une des épithètes de Kāma.
- Manasa (मनसा, manasā) : déesse-serpent adorée dans le Nord-Est de l'Inde, elle symbolise destruction et résurrection.
- Mandodari (मंदोदरी, mandodarī) : femme du roi-démon Ravana.
- Manmatha (मन्मथ, « qui tourmente le cœur ») : l'une des épithètes de Kāma.
- Manobhava (मनोभव, « né dans le cœur ») : épithète de Kāma.
- Manu (मनु) : le premier humain. Les premières lignées humaines sont désignées par le nom de manus.
- Manu Vaivasvata (मनु वैवस्वत): septième Manu, fils du Soleil, à l'origine de la dynastie solaire et de la dynastie lunaire ; il préside à l'humanité présente.
- manvantara (मन्वन्तर) : âge de Manu, une des ères de la cosmologie hindoue.
- Māra (मार) : déesse de la mort.
- Maricha (मारीच, mārīca) : être maléfique tué par Rama.
- Markandeya Purana (मार्कण्डेय पुराण, mārkaṇḍeya purāṇa) , l'un des 18 puranas.
- Maruts (मरुत, marut) : guerriers divins, fils de Rudra, compagnons d'Indra.
- Matangi (मातङ्गी, mātaṅgī, « la Puissance de l'éléphant ») : l'une des dix Mahāvidyās, elle établit le règne de la paix, la justice et la prospérité.
- Mātrikā (मातृका au singulier, mātṝkā, « mère divine ») : cf. Saptamatrikas.
- Matsya (मत्स्य), poisson, premier avatar de Vishnou.
- Matsya Purana (en) (मत्स्य पुराण, mattsya purāṇa) : l'un des 18 puranas.
- Meru, Mont (मेरु) : montagne mythique, axe du monde, séjour des dieux.
- Mînâkshî (मीनाक्षी) : princesse déesse femme de Shiva.
- Mithila (en) (मिथिला, mithilā) : capitale du royaume de Videha, où Sītā est née.
- mithuna (मिथुन) : couple amoureux.
- mudrā (मुद्रा) : geste de la main.
- mukuta (मुकुट, mukuṭa) : haut diadème porté par les divinités.
- murti (मूर्ति, mūrti, « forme, manifestation »): représentation d'une divinité ; statue ou image utilisée comme support de dévotion et de méditation.

## N
- nadānta-tāṇḍava (नदान्त ताण्डव) ou ānanda-tāṇḍava (आनन्दा ताण्डव, « danse de la félicité ») : danse cosmique de Shiva nataraja.
- Nāga (नाग) : serpent au buste et au visage humains.
- Nagaraja (नागराज, nāgarāja) : roi des nāgas.
- Nakshatra ( नक्षत्र, nakṣatra) : les 27 filles de Daksha données pour épouses à Chandra ; constellations à travers lesquelles passe la Lune.

- Nakula (नकुल) : l'un des 5 frères pandava.

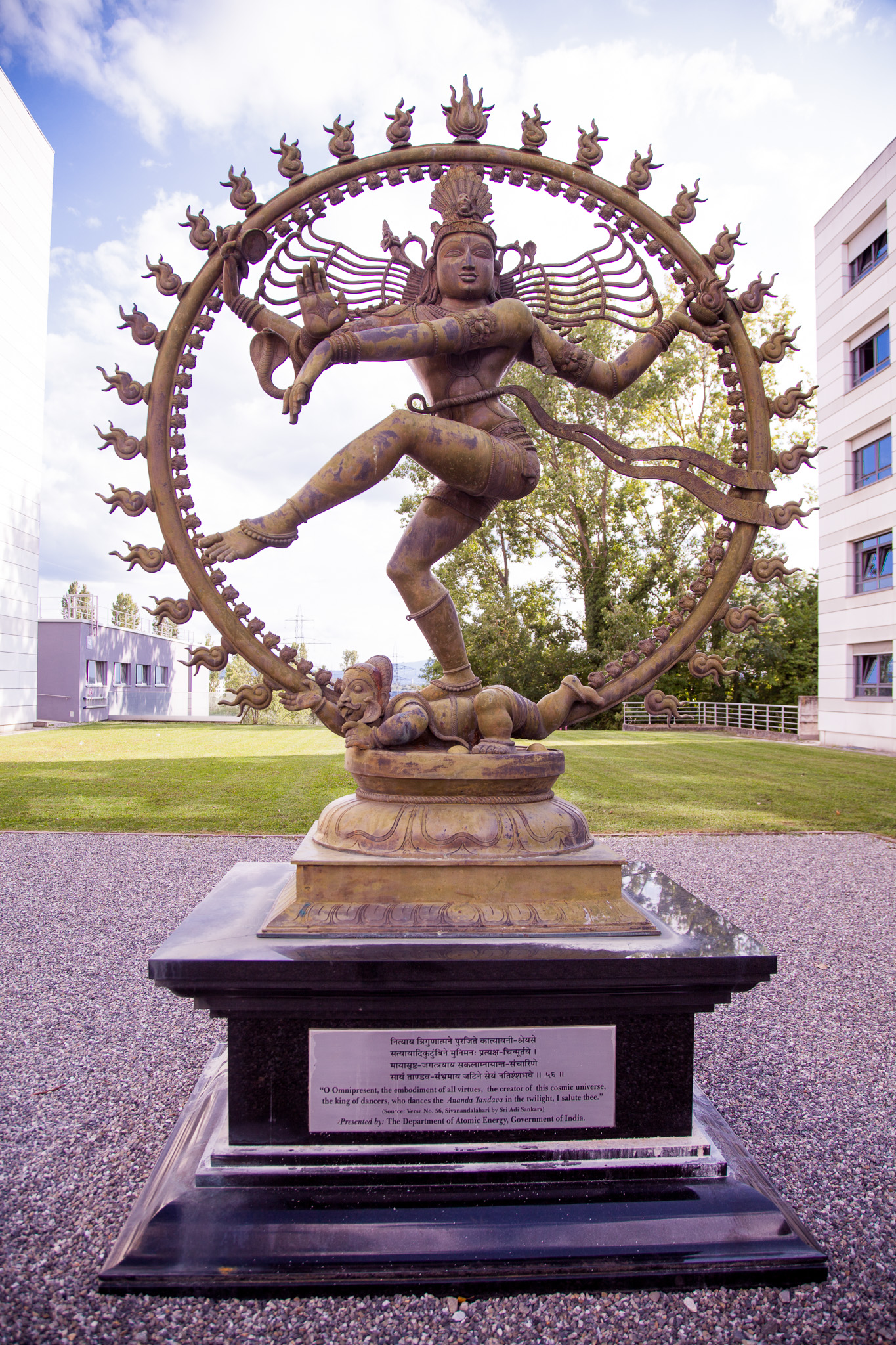
Nataraja, statue moderne offerte par l'Inde au CERN, à Genève, Suisse.

- Namuchi (नमुचि, namuci) : démon brahmane tué par Indra.
- Nandi (नन्दि) : taureau blanc, monture de Shiva, incarne le dharma.
- Nārada (नारद) : sage et messager des dieux.
- Naradiya purâna (नारदीय पुराण, nāradīya purāṇa) : l'un des 18 puranas.
- Narasimha (नरसिंह, narasiṃha) : l'homme-lion, quatrième avatar de Vishnou.
- Narayana (नारायण, nārāyaṇa, « refuge des hommes ») : divinité des eaux, identifiée à Vishnou sommeillant sur les eaux primordiales entre deux ères.
- Nataraja (नटराज, naṭarāja) : roi de la danse, épithète de Shiva.
- Navagraha (नवग्रह, « les neuf saisisseurs ») : les 9 divinités planétaires qui exercent une influence cosmique sur les destinées humaines et sur le cours de la nature ; apparaissent souvent sur les linteaux des portes des temples d'Inde du nord.
- nayika (नायिका, nāyikā) : héroïne.
- nectar d'immortalité (amrita) : boisson des dieux, correspond à l'ambroisie des Grecs.
- Nilakantha (नीलकण्ठ, nīlakaṇṭha, « dieu au cou bleu ») : qualificatif de Shiva.
- Nirriti (निर्ऋति, nirṛti, « l'Infortune », « la Dysharmonie »), sœur aînée de Shrī, Dikpâla qui régit le sud-ouest, détruit le bon ordre, particulièrement redoutée.
- nritta-mūrti (नृत्तमूर्ति, nṛttamūrti) : les formes dansantes parmi les formes anthropologiques de Shiva.

## O
- Om (ॐ, oṃ) : syllabe sacrée, son originel, composé des phonèmes sanskrit A, U et M : A = commencement (Brahmā) ; U = continuation (Vishnou) ; M = fin (Shiva).

## P

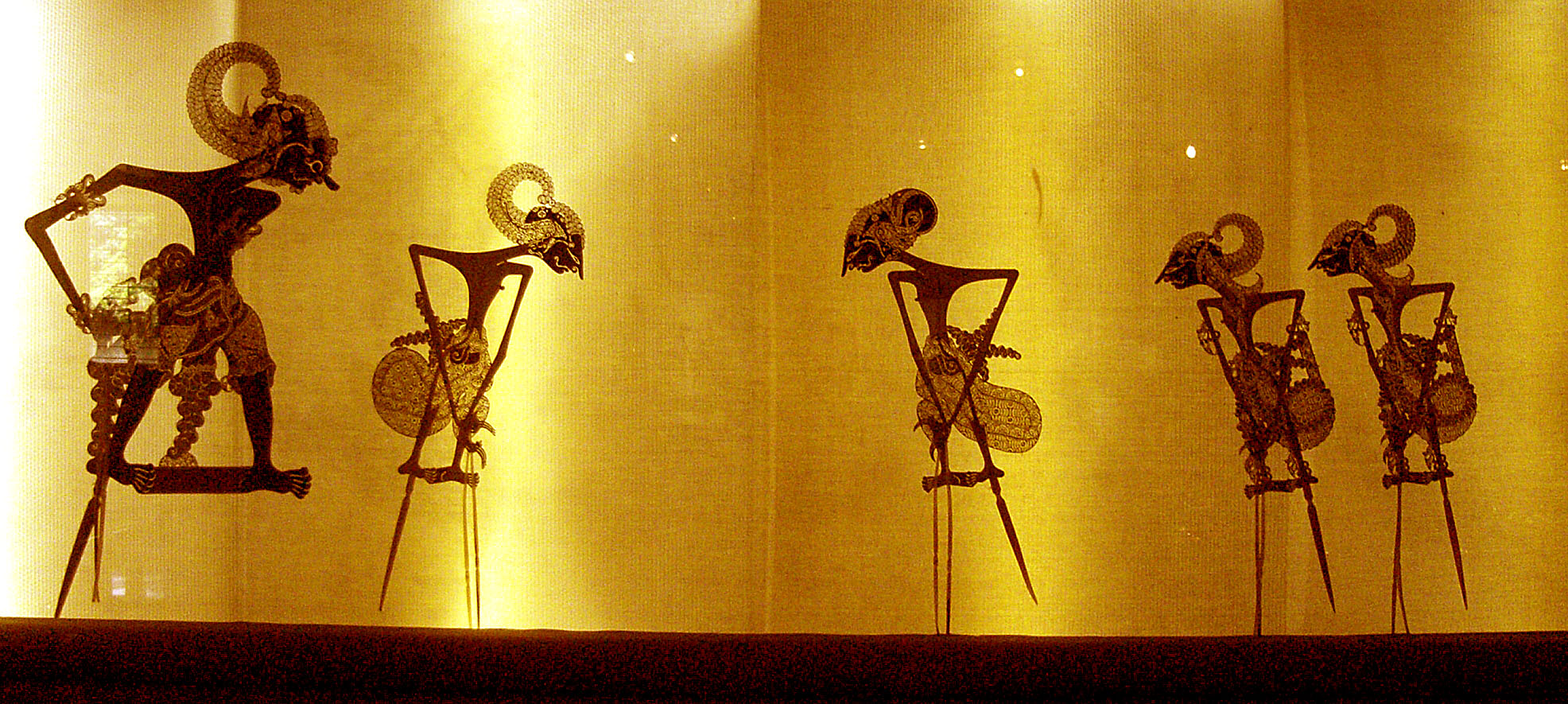
Les Pandavas dans le théâtre d'ombres javanais wayang kulit.

- padma (पद्म) : lotus ; épithète de Lakshmi, « pure comme le lotus ».
- Padma purana (पद्म पुराण, padma purāṇa) : l'un des 18 puranas.
- padmāsana (पद्मासन) : position du lotus.
- pancha-gâvya (पञ्चगव्य, pañcagavya) : boisson purificatrice et curative, composée des cinq produits de la vache (lait, beurre, caillé, urine et bouse).
- Panchanana (पञ्चानन, pañcānana, « dieu aux cinq visages ») : qualificatif de Shiva.
- Pandavas (पाण्डव, pāṇḍava) : les cinq fils de Pandu (Yudhishthira, Bhima, Arjuna, Nakula et Sahadeva) opposés à leurs cousins, les Kauravas, dans le Mahabharata.
- Pandu (पाण्‍डु, pāṇḍu, « le Pâle »), roi de Hastinapura, père des cinq Pandavas.
- panis (पणि, paṇi, « ladres, mesquins ») : démons aériens aux méthodes trompeuses, qui encouragent le doute, la calomnie et les actions folles.

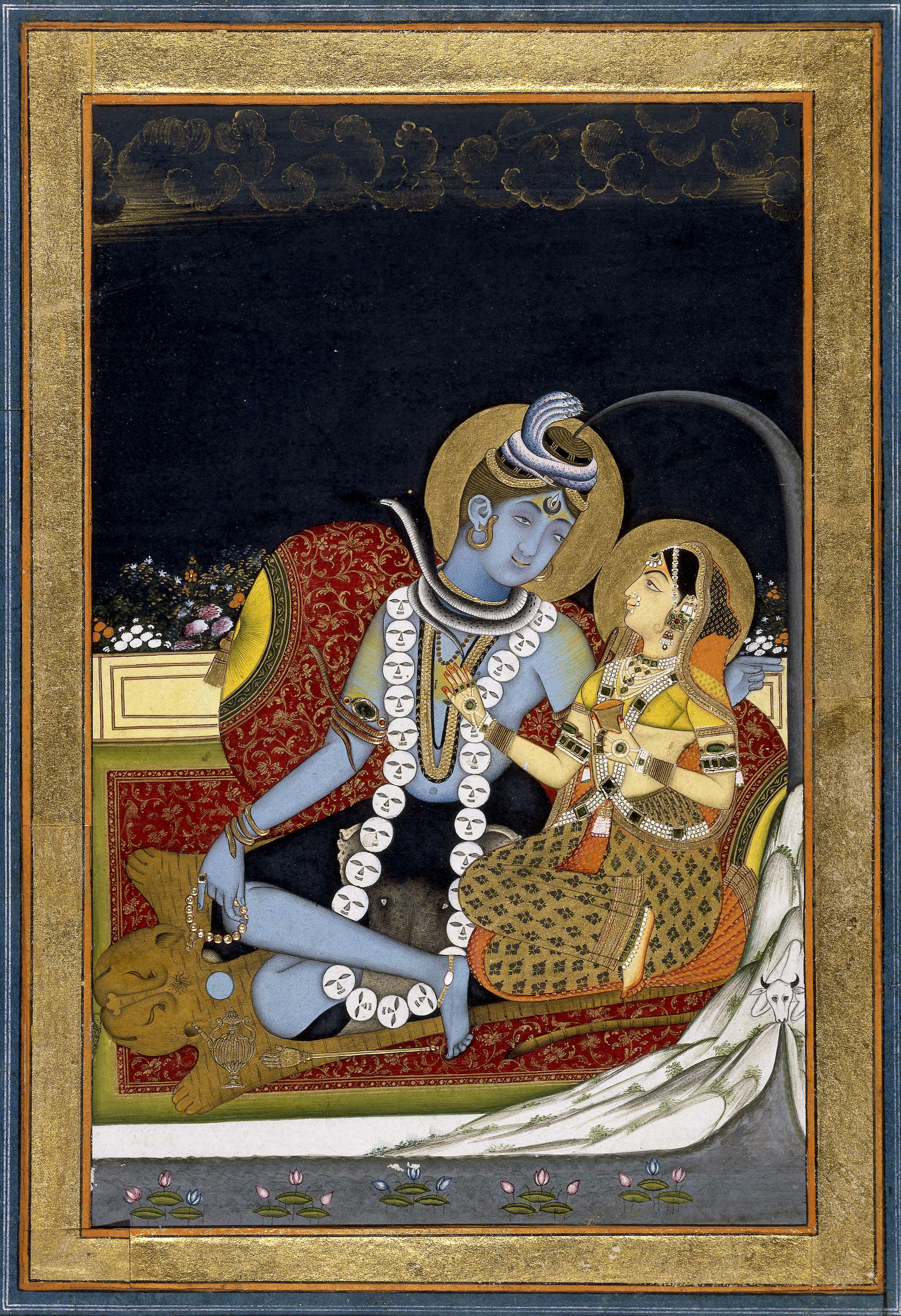
Shiva et Parvati assis sur une terrasse, Jaipur (Peinture rajpoute), vers 1800 (collection du British Museum).

- Parashara (पराशर, parāśara) : sage védique, père de Vyāsa.
- parashu (en) (परशु, paraśu) : hache de guerre, portée par Shiva.
- Parashurāma (परशुराम, paraśurām, « Rāma à la hache »), sixième avatar de Vishnou.
- Parikshit (en) (परीक्षित्, parīkṣit) : petit-fils d'Arjuna, mort-né et ressuscité, roi de Kuru après la bataille de Kurukshetra.
- Parvati (पार्वती, pārvatī, « la Montagnarde ») : épouse de Shiva, réincarnation de Sati, prend diverses formes (Dourga, Uma, Kali).
- Pashupati (पशुपति, paśupati) : seigneur des animaux.
- Patala (पाताल, pātāla) : régions inférieures (enfers) du monde des humains.
- Pinaka (पिनाक, pināka) : arc de Shiva. En brisant l'arc de Shiva, Rāma gagne la main de Sītā.
- Pitamaha (पितामह, pitāmaha, « grand-père »), qualificatif de Brahmā.
- pitris (पितृ, pitṛ) : ancêtres montés au ciel.
- prabha-mandala (प्रभामण्डल, prabhāmaṇḍala, « cercle de gloire ») : auréole frangée de flammes entourant Shiva Nataraja.
- Prajapati (प्रजापति, prajāpati, « père des créatures ») : le créateur ; il commet l'inceste primordial avec sa fille Ushas
- pralaya (प्रलय, « destruction ») : période de dissolution d'un kalpa.
- Prithvi (पृथ्वी, pṛthvī) : déesse de la Terre dans l'ère védique.
- puranas (पुराण, purāṇa, « récits anciens ») : encyclopédies populaires du savoir.
- Pururavas (पुरूरवस्, purūravas) : premier roi de la dynastie lunaire.
- Pushkara (पुष्कर, puṣkara, «lotus bleu ») : résidence de Brahmā, aujourd'hui Pushkar (Rajasthan).
- Pushpayudha (पुष्पायुध, Puṣpāyudha, « armé de fleurs ») : épithète de Kāma, le dieu de l'Amour.

## R
- Radha (राधा, rādhā) : incarnation de la déesse Lakshmi et compagne de Krishna.
- Rāhu (राहु) : démon de l'éclipse, cherchant sans cesse à dévorer le Soleil et la Lune, figuré comme une tête géante sans corps, donne son nom à l'une des neuf planètes de l'astrologie hindoue.
- raja (राजा, rājā): roi.
- Rajanipati (रजनिपति, « Seigneur de la nuit ») : désigne le dieu de la Lune Chandra.

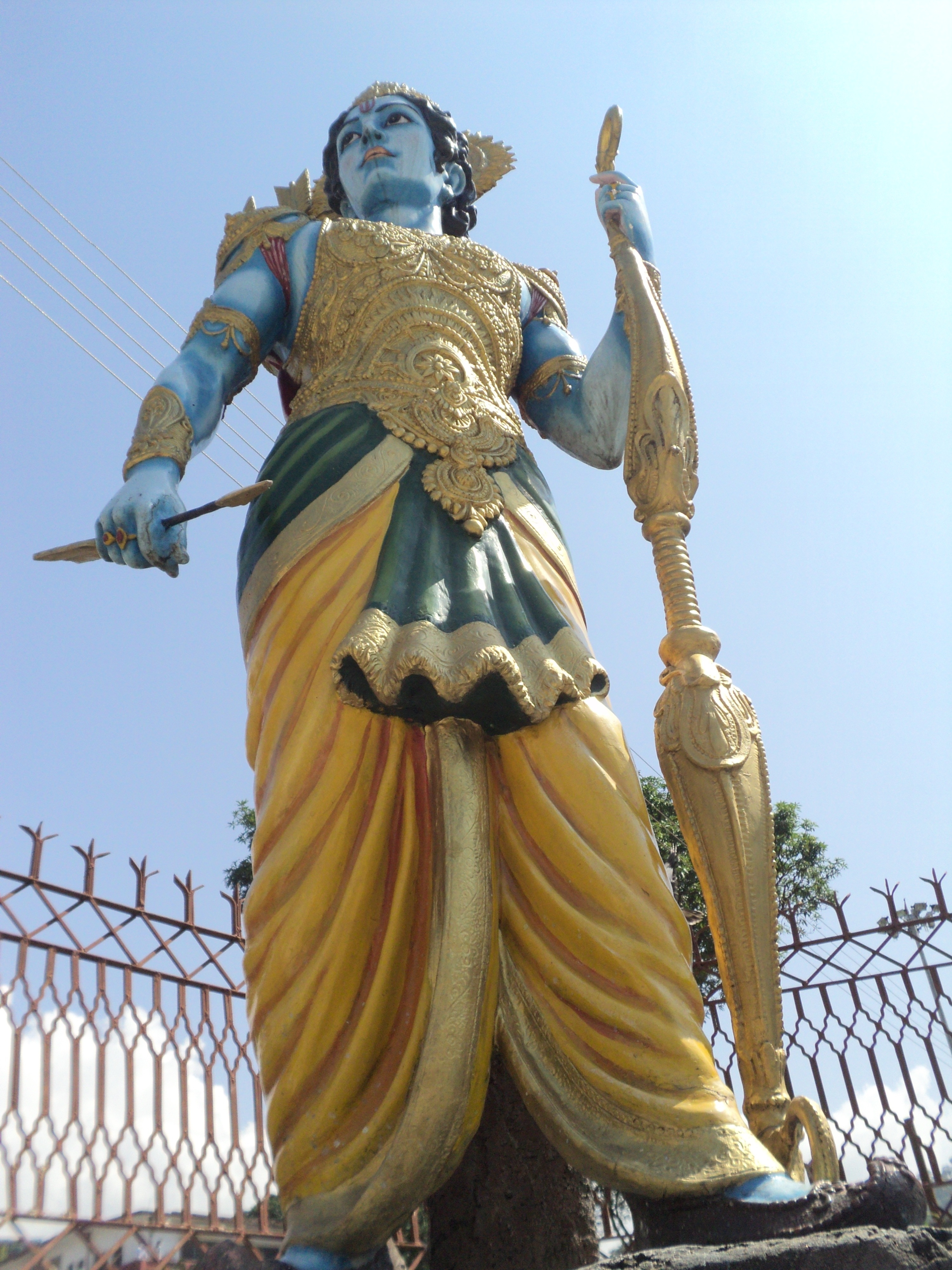
Statue de Rāma dans le district de Kangra (Himachal Pradesh).

- Rajarajeshvari (राजराजेश्वरी, rājarājeśvarī, « Souveraine du roi des rois »), ou Kameshvari, ou Shodashi, ou Tripurasundari : l'une des dix personnalités de la déesse Devī, célébrée comme Lalitā, « la Charmante ».
- rakshasas (राक्षस, rākṣasa) : démons cannibales et voleurs, leur roi est Ravana.
- Raktabīja (en) (रक्तबीज, « germes de sang ») : démon dont vient à bout la déesse Kālī.
- Rāma (राम) :  fils de Dasharatha, septième avatar de Vishnou, dont les exploits sont racontés dans le Rāmāyana.
- Rāmāyana (रामायण, rāmāyaṇa, « Geste de Rāma ») : épopée relatant les exploits de Rāma, l'un des textes fondamentaux de la mythologie hindoue.
- Rameswaram (रामेश्वरम्, rāmeśvaram) : ville sainte de la pointe sud de l'Inde, où Rāma aurait construit un pont vers Lanka pour aller délivrer sa femme Sītā enlevée par le démon Ravana.
- rani (रानी, rānī) : reine.
- Rati (रति) : déesse de l'amour, épouse de Kāma.
- Ratri (en) (रात्री, rātrī) : déesse de la Nuit dans l'ère védique.
- Ravana (रावण, rāvaṇa) : roi de Lanka, mi-brahmane mi-démon, représenté à dix têtes et vingt bras ; il enlève Sîtâ et sera tué par Vishnou incarné en Rāma.
- ravananugraha (रावणानुग्रह, rāvaṇānugraha) ou ravananugraha-murti (रावणानुग्रहमूर्ति, rāvaṇānugraha-mūrti, « forme de bienveillance envers Ravana », qui essayait de soulever le mont Kailash) : aspect bienveillant de Shiva.
- Riddhi (ऋद्धि, ṛddhi, « La Richesse ») : l'une des épouses de Ganesh ; elle est parfois la consorte de Kubera ou de Varuna.
- rishi (ऋषि, ṛṣi) : chantre-auteur des hymnes védiques. Les sept sages ou patriarches védiques dans la mythologie hindoue.
- Rishikesh (हृषीकेश, hṛṣīkeśa) : ville située au pied de l'Himalaya ; selon la mythologie hindoue, c'est ici que se trouve le passage qui mène au paradis.
- Rita (ऋत, ṛta) : dans la cosmogonie hindoue, l'ordre cosmique. Cet ordre du monde a pour dieu Varuna qui fait partie du panthéon védique.
- Rudra (रुद्र, « Le Rugissant ») : Shiva sous son aspect terrible, maître des animaux.
- Rukmini (en) (रुक्मिणी, rukmiṇī) : première épouse de Krishna.

Sarasvati, par Ravi Varmā.

## S
- samabhanga (समभङ्ग, samabhaṅga) posture debout rigide, genoux bloqués.
- Samhara-murti (संहारमूर्ति, saṃhāramūrti) : les aspects destructifs, terrifiants, parmi les formes anthropologiques de Shiva.
- Saptamatrikas (सप्तमातृका, saptamātṝkā, « sept mères divines ») : sept mères divines, le plus souvent représentées ensemble, chacune étant la parèdre d'un dieu, Brāhmī de Brahmā, Māheśvarī de Shiva, Kaumārī de Kārttikeya, Vaiṣṇavī de Vishnu, Vārāhī de Varāha, Indrāṇī ou Aindrī d'Indra, Cāmuṇḍī ou Raudri de Rudra.
- Saptashva (सप्ताश्व, Saptāśva) : les sept chevaux de Sūrya, symbolisant les 7 jours de la semaine.
- Sarasvati (सरस्वती, sarasvatī, « la Fluide ») : fille, demi-sœur et épouse de Brahmā, déesse-rivière et flot de la connaissance, donna son nom au fleuve Sarasvati (fleuve), disparu de nos jours.
- Sati (सती, satī) : épouse de Shiva, s'immole par le feu (origine de la coutume de la crémation des veuves).
- Satya-loka (सत्यलोक, « monde de la vérité ») ou Brahmā-loka (ब्रह्मालोक) : l'un des sept cieux, monde de la vérité suprême, séjour de Brahmā, septième ciel.
- Satyavati (en) (सत्यवती, satyavatī) : princesse, fille du roi des poissons.
- Savitr  (सवित्र्, savitr, « l'Incitateur », « le Générateur ») : dieu du Soleil dans le Rigveda, équivalent de Surya.
- shakti  (शक्ति, śakti) : parèdre.
- Shakti  (शक्ति, śakti, « puissance, force ») : symbole de l'énergie féminine, de la mère universelle, incarnée par Parvati, Dourga, Lakshmi, Kālī, Sarasvati ; c'est aussi le nom de l'épouse d'Indra) :
- Shakuni (शकुनि, śakuni) : prince du royaume de Gandhara ; en jouant des dés truqués, il provoqua la guerre de succession du Mahabharata.
- Shani (शनि, śani, « le Lent ») : divinité correspondant à Saturne dans l'astrologie hindoue.
- Shankara (शङ्कर, śaṅkara, « qui apporte la paix ») : une des épithètes de Shiva.
- shankha (शङ्ख, śaṅkha) : conque marine, symbole de la création, portée par Vishnou pour terroriser les démons.
- Shantadurga (en) (शांतादुर्गा, Śāntādurgā) : forme la plus populaire de la déesse Dourga.
- Shantanu (शंतनु, śaṁtanu) : roi dans le Mahabharata, a huit enfants de la déesse Ganga, dont un seul survivra, Bhishma.
- Shatarupa (शतरूपा, śatarūpā, « aux cent formes ») : première femme créée (avec Manu) par Brahmā.
- Shatrughna (शत्रुघ्न, śatrughna) : dans le Rāmāyana, fils de Dasharatha et frère de Rāma.

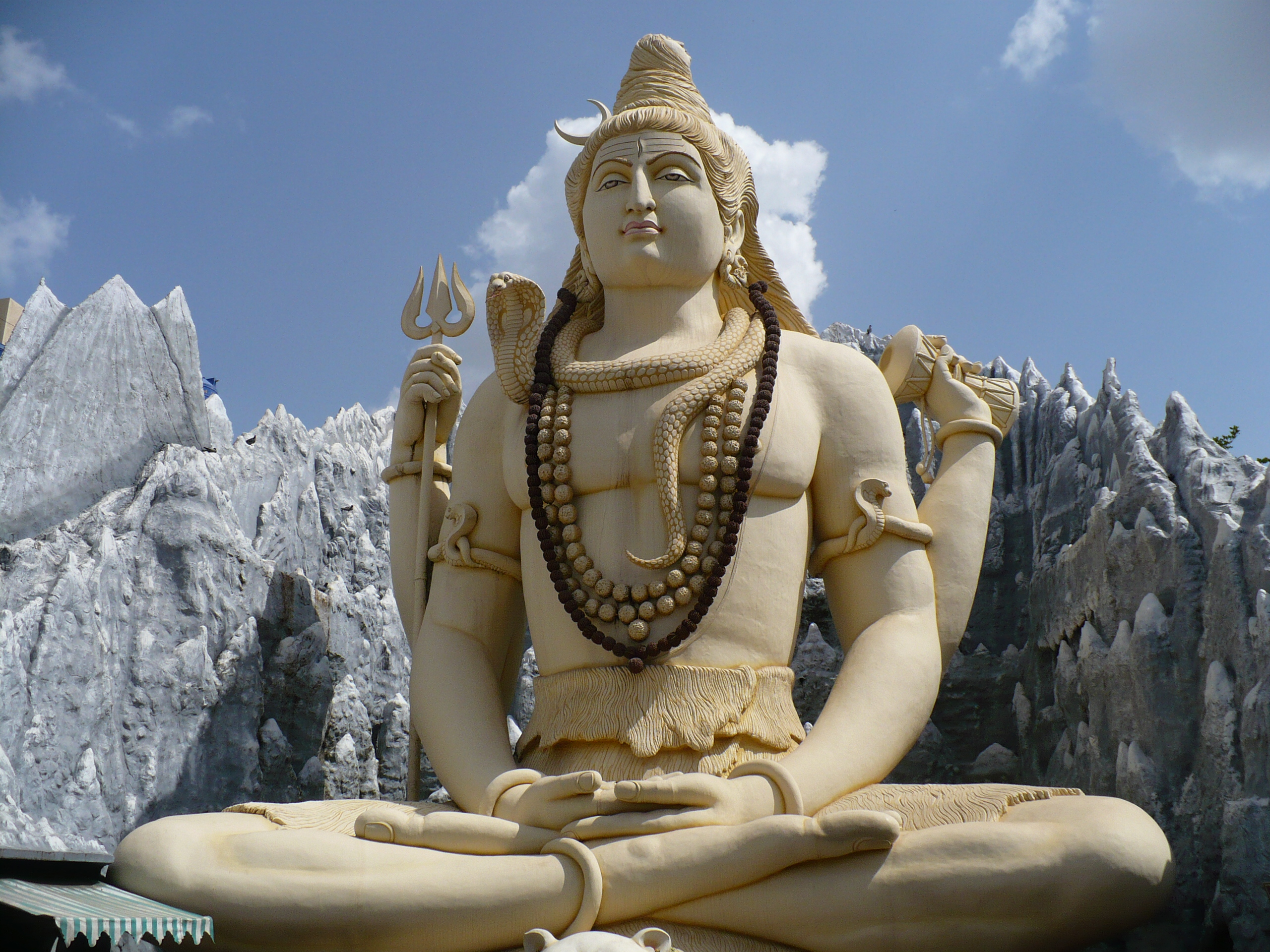
Statue de Shiva à Bangalore.

- Shesha (शेष, śeṣa) ou Sheshanaga (शेषनाग, śeṣanāga) ou Ananta : serpent à plusieurs têtes, roi de tous les nāgas, Vishnou est souvent représenté reposant sur lui.
- Shikhandi (en) (शिखण्डी, śikhaṇḍī) : jeune fille qui renaît en guerrier et combat aux côtés des Pandavas dans la bataille de Kurukshetra.
- Shilada (शिलाद, śilāda) : père de Nandi.
- Shiva (शिव, śiva, « le Bénéfique ») : troisième dieu de la Trimūrti, celui qui préside au changement, principe transformateur et destructeur, souvent représenté en yogi ou en nataraja.
- Shiva Purana (en) (शिव पुराण, śiva purāṇa) : l'un des 18 puranas.
- shloka (श्लोक, śloka) : catégorie de strophe de la métrique indienne ; le Mahabharata et le Rāmāyana sont composés presque exclusivement en shlokas.
- Shodashi (षोडशि, ṣoḍaśi, « la jeune fille de seize ans ») ou Tripurasundarī : l'une des dix Mahāvidyās, célébrée comme Lalitā, « la Joueuse ».
- Shri (श्री, śri) : déesse de la Splendeur dans l'ère védique, plus tard assimilée à Lakshmi.
- Shukra (शुक्र, śukra, « le Blanc ») : l'une des neuf divinités planétaires (Navagraha), correspond à Vénus.
- Shurpanakha (en) (शूर्पणखा, śūrpaṇakhā, « celle aux ongles en forme de van) ») : démone qui tenta de séduire Rāma.
- Siddhi ( सिद्धि, « La Réussite ») : épouse de Ganesh.
- Sītā (सीता) : fille de Janaka, roi de Videha, épouse de Rāma.
- Skanda (स्कन्द) ou Kārttikeya ou Kumara : dieu de la guerre, fils de Shiva et de Parvati, représenté avec une ou six têtes, sa monture est le paon Parani.
- Smara (स्मर, « le Souvenir ») : épithète du dieu de l'Amour Kāma.
- soma (सोम) : breuvage rituel.
- Soma (सोम) : dieu du breuvage rituel.
- soma-vamsha (en) (सोमवंश, somavaṃśa) : dynastie lunaire.
- sthānaka-mūrti (स्थानकमूर्ति, sthānakamūrti) : représentation debout.
- stotra (स्तोत्र) : hymne, chant élogieux s'adressant à une divinité.
- Subahu (en) (सुबाहु, subāhu) : rakshasa (démon) du Rāmāyana.

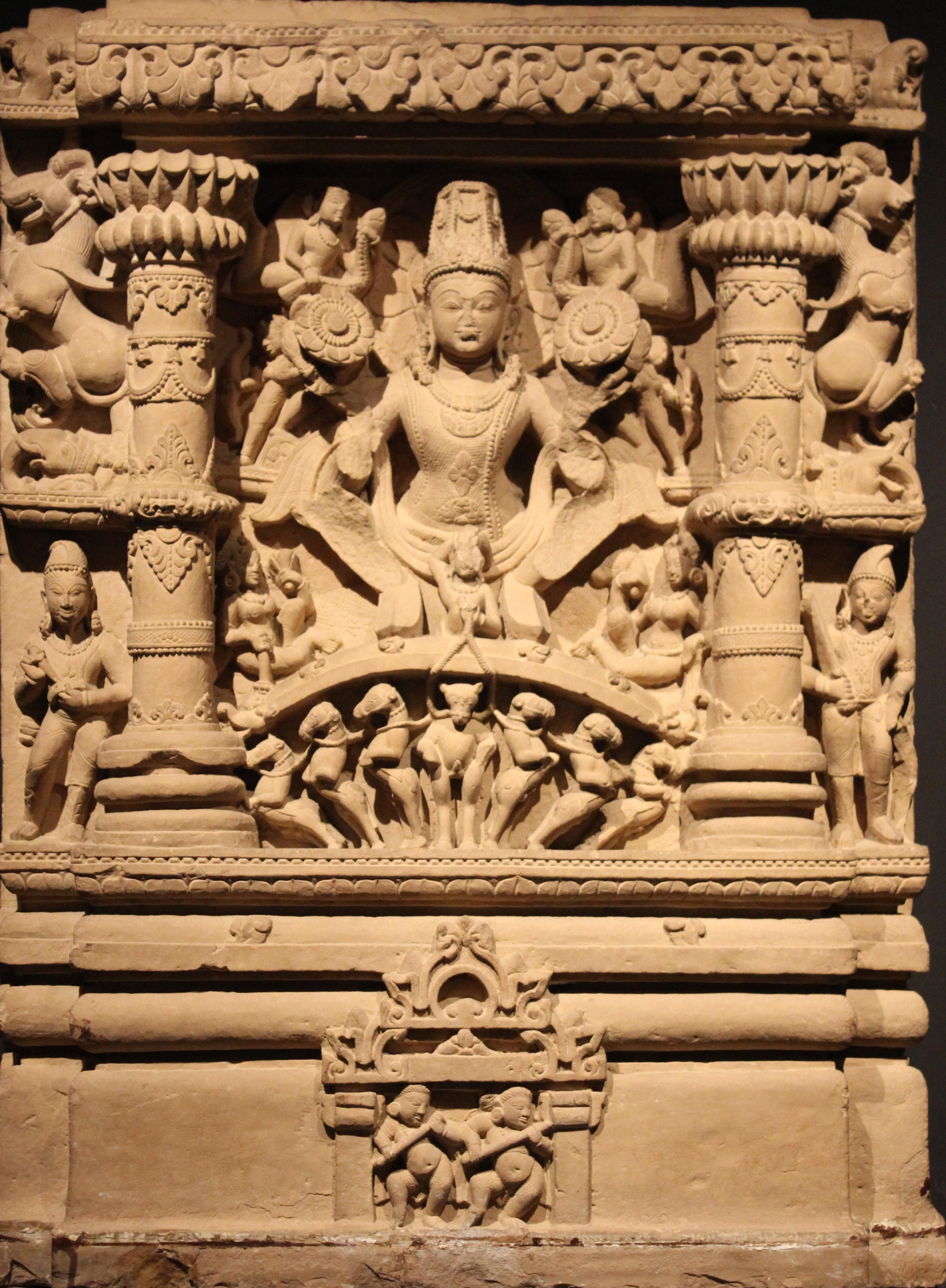
L'iconographie de Sūrya le montre généralement tenant une fleur de lotus et se tenant dans un char tiré par des chevaux.

- Sugriva (en) (सुग्रीव, sugrīva) : un des singes héros du Rāmāyana, roi de Kishkindha, aide Rāma à retrouver Sītā ; Rāma l'aide à reconquérir son royaume.
- Sumitra (en) (सुमित्रा, sumitrā) : troisième épouse de Dasharatha, roi d'Ayodhya.
- Sundarakanda (सुन्दरकाण्ड, sundara kāṇḍa, « bel épisode ») : cinquième chant du Rāmāyana.
- sura (सुर) : dieu, divinité, synonyme de deva, ≠ asura.
- surasundari (en) (सुरसुन्दरी, surasundarī, « beauté céleste ») : jeune fille symbolisant la beauté féminine, la grâce et la sensualité ; assiste dieux et déesses.
- Sūrya (सूर्य) : dieu du Soleil dans le panthéon védique, père de Manu, le premier homme et le législateur de l'humanité, et de Yama, le dieu de la Mort, amant d'Ushas, la déesse de l'aurore ; habituellement représenté assis sur un chariot tiré par sept chevaux, tenant dans chaque main un lotus épanoui.
- sūrya-vamsha (सूर्यवंश, sūryavaṃśa) : dynastie solaire.
- sūta (सूत) : barde.
- Svar-loka (स्वर्लोक) : le monde des dieux, le ciel d'Indra entre le Soleil et l'étoile Polaire.
- svastika (स्वस्तिक, « qui procure santé et prospérité ») : symbole du soleil (Sūrya), de la prospérité et de la chance, signe de bon augure ; représente le tourbillon né d'une impulsion créatrice ou destructrice selon le sens dans lequel il tourne.
- svayambhu (en) ( स्वयम्भू, svayambhū, « né de lui-même ») : qui existe par soi-même et n'est pas créé par les humains, appliqué principalement à Brahmā.
- svayamvara (स्वयं‍वर, svayaṃvara, « choix par soi-même ») : pour une jeune fille, choix d'un mari par elle-même.

## T

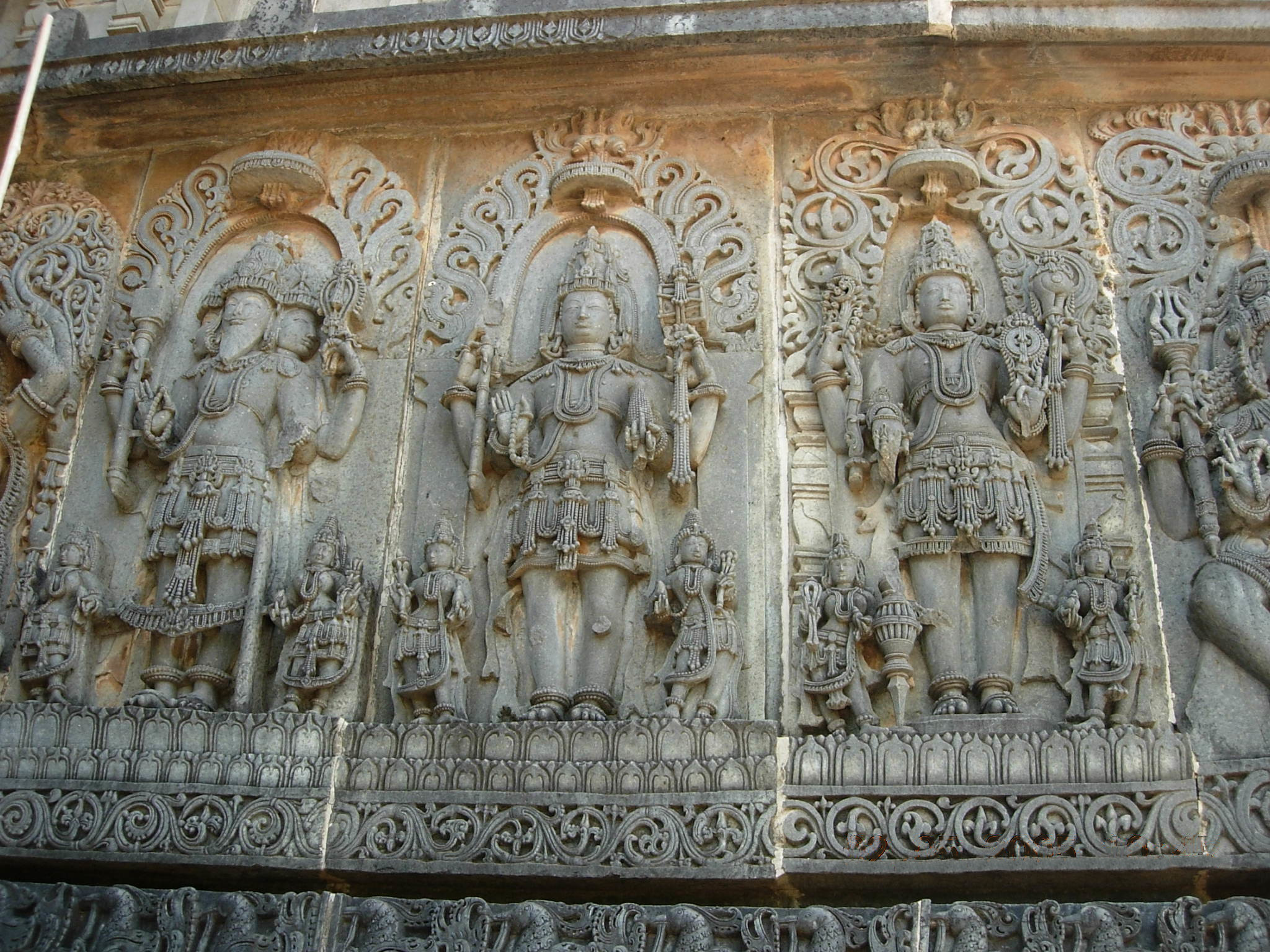
Brahmâ, Shiva et Vishnou.
Trimūrti sur un mur du temple de Halebid dans le Karnataka.

- tandava (ताण्डव, tāṇḍava) : danse extatique de Shiva.
- tapar-loka (तपर्लोक) : ciel des ascètes, sixième monde céleste (loka), où demeurent les renonçants (vairāgin).
- Tara (तारा, tārā, « l'Étoile », « celle qui fait traverser », « la Sauveuse ») : l'une des dix Mahāvidyās.
- tarjanī mudrā (तर्जनी मुद्रा) : geste de menace et de dissuasion arboré par les gardiens du sanctuaire, geste d'avertissement (poing levé, index pointé vers le haut).
- Tataka (en) ou Tadaka ou Taraka (ताड़का tāṛakā) : démone tuée par Rāma.
- tribhanga (त्रिभङ्ग, tribhaṅga) : posture en triple inflexion, le corps reposant de manière asymétrique sur une jambe.
- Trimūrti (त्रिमूर्ति) : triade des trois grands dieux de rang égal, Brahmâ, Vishnou et Shiva, symbolisant respectivement la création, la préservation et la destruction.
- Tripura Sundari (त्रिपुर सुन्दरी, tripura sundarī, « la Belle des trois cités ») ou Shodashi : l'une des dix Mahāvidyās.
- Trishira (त्रिशिर, triśira, « celui qui a trois têtes ») : rakshasa (démon), l'un des six fils de Ravana.
- trishula (त्रिशूल, triśūla, « trois pointes ») : trident attribut de Shiva.
- Trivikrama (त्रिविक्रम, « aux trois pas ») : autre nom de Vamana, épithète de Vishnou, qui a traversé et conquis l'Univers en trois enjambées.

## U
- Uchchaihshravas (उच्चैःश्रवस्, Uccaiḥśravas = « longues oreilles » ou « hennissant à haute voix ») : cheval volant à sept têtes, vahana d'Indra ou de Bali.
- ugrashravas (उग्रश्रवस्, ugraśravas) : barde, narrateur du Mahābhārata.
- Umā (उमा) : épithète de Parvati.
- Urukrama (उरुक्रम, « aux vastes enjambées ») : épithète de Vishnou, qui a traversé l'Univers en trois enjambées.
- Ushas (उषस्, uṣás) : déesse de l'aurore dans le panthéon védique, fille de Prajapati.

## V
- Vach (वाच्, vāc) : déesse de la Parole créatrice.
- vāhana (वाहन) : être ou objet qui sert de monture ou de véhicule à une divinité.
- Vaishvanara (en) (वैश्वानर, vaiśvānara, « qui appartient à tous les hommes ») : invocation du dieu Agni, sous son aspect du Soleil, de la lumière ou du feu.
- vaishnava (वैष्णव, vaiṣṇava) : dévot de Vishnou ou de ses avatars.
- Vaiṣṇavī (वैष्णवी) : une saptamatrika, parèdre de Vishnu.

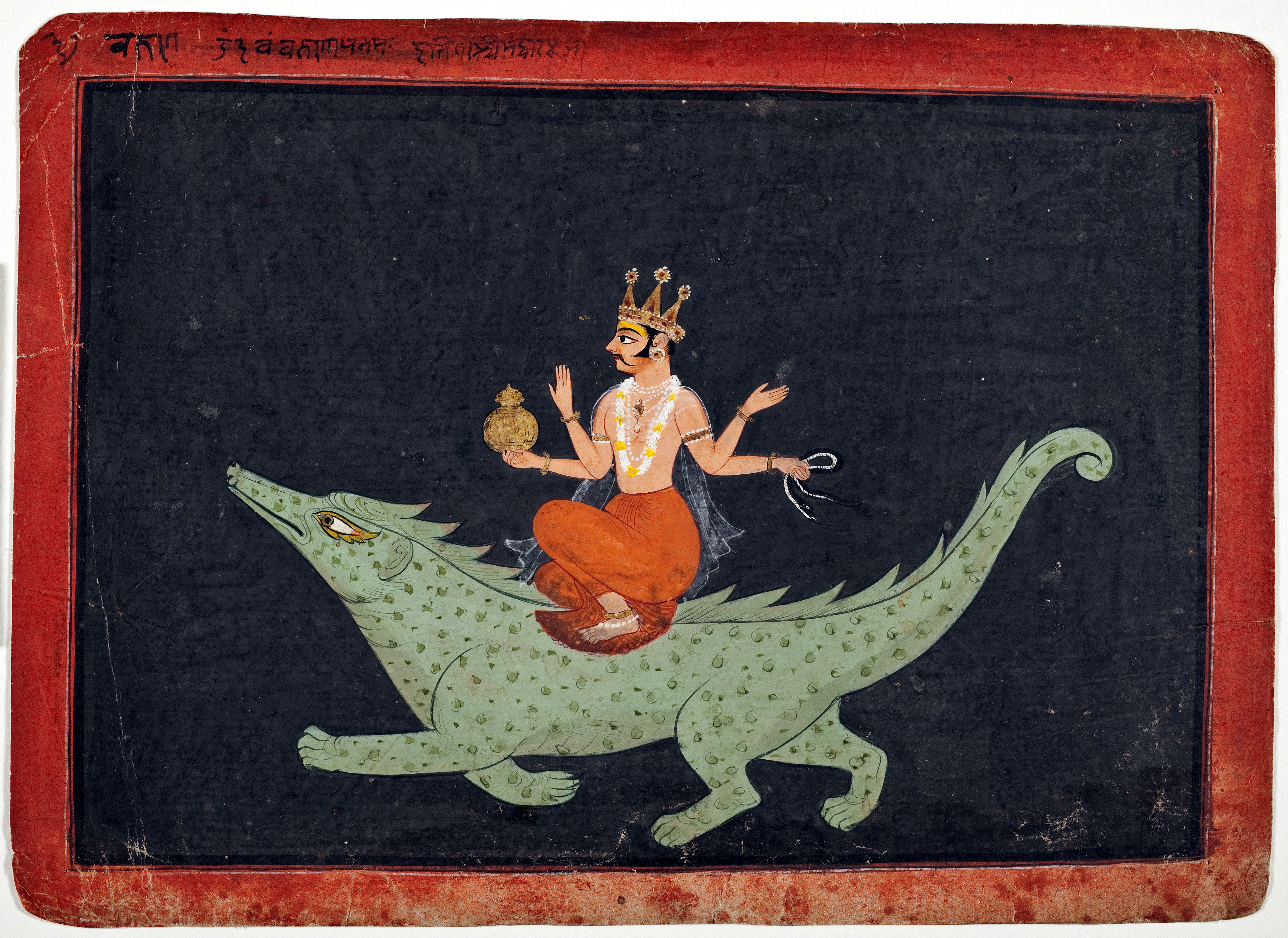
Varuna sur le Makara (Rajahstan, fin du XVIIe siècle).

- Vajrasana (वजरासन, vajrāsana) : posture du diamant (assis sur les talons avec les mains sur les cuisses).
- Vali (वालि, vāli) : singe du Rāmāyana, tué par Rāma.
- Vālmīki (वाल्मीकि, « fils de la termitière ») : poète indien légendaire et, selon la tradition, auteur du Rāmāyana.
- Vamana (वामन, vāmana, « le Nain ») : cinquième avatar de Vishnou.
- vanamālā (वनमाला) : symbole décoratif : guirlande de fleurs sylvestres.
- varada-mudra (वरदमुद्रा, varadamudrā) : geste de charité et de don, présenté la paume en haut et les doigts pointant vers le bas, le bras étant baissé.
- Varāha (वराह) : sanglier, troisième avatar de Vishnou ; à l'aide de ses défenses, il releva la Terre en perdition au fond de l'Océan.
- Vārāhī (वाराही) : une saptamatrika, parèdre de Varāha.
- Varuna (वरुण, varuṇa) : dieu des eaux, Dikpâla gardien de l'ouest et de l'ordre cosmique, représenté assis sur un monstre marin.
- Varuni (en) (वारुणी, vāruṇī) : 1) épouse de Varuna ; 2) fille de Varuna, déesse du Vin.
- Vasudeva (वसुदेव) : roi de Mathura, père de Krishna.
- Vāsudeva ( वासुदेव) : fils de Vasudeva, patronyme de Krishna.
- Vāsuki (वासुकि) : l'un des huit rois des nāgas ; comme Shesha, il a pour tâche de soutenir le monde.
- Vāyu (वायु) : dieu du Vent et de la Force, Dikpâla gardien du nord-ouest, père de Bhima et Hanumān, représenté juché sur une antilope ou une gazelle.
- Veda (mythologie) (en) (वेद, veda) : fait référence aux aspects mythologiques de la religion védique historique et de la littérature védique, évoqués dans les hymnes du Rigveda.

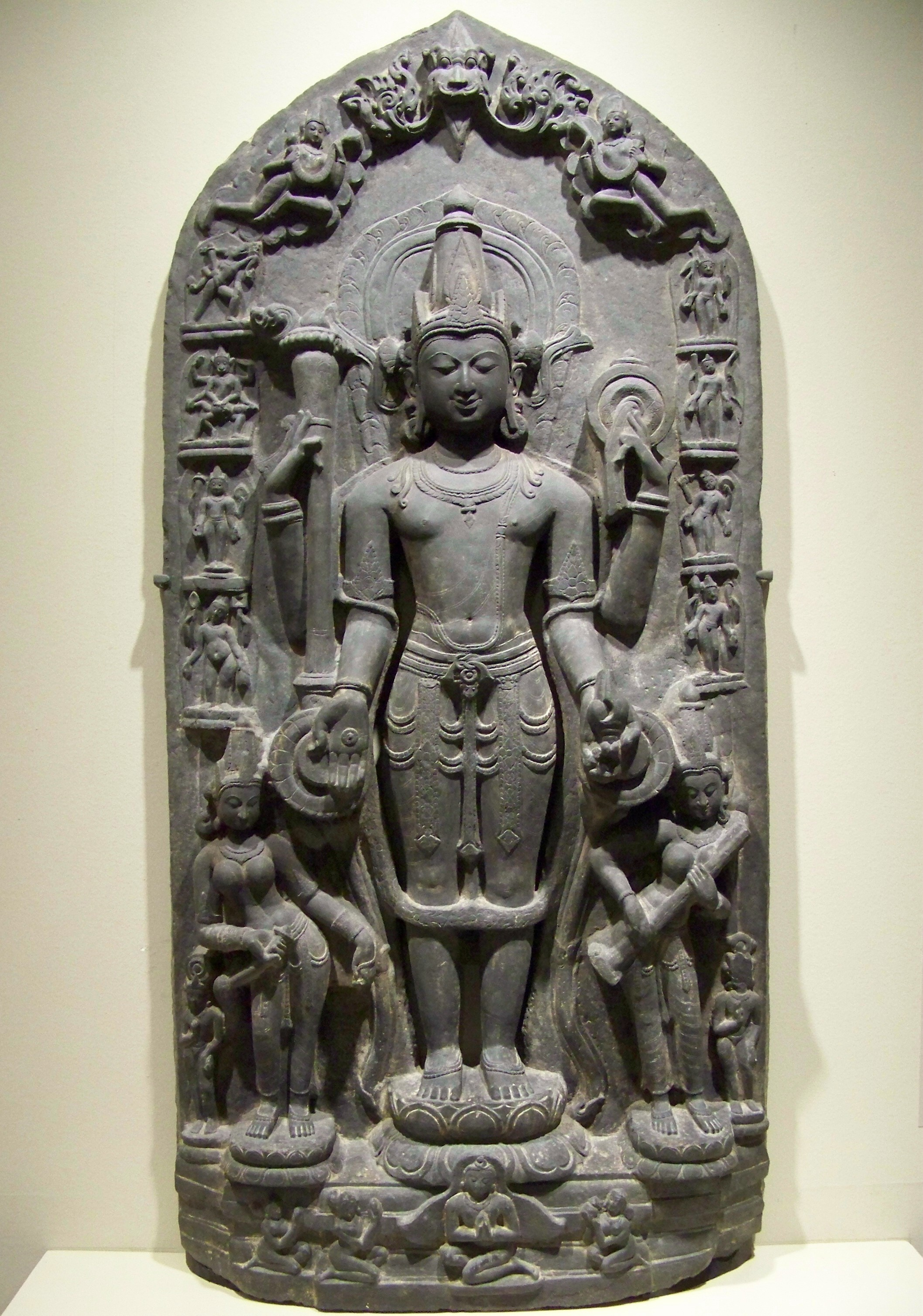
Statue de Vishnou, avec la massue, le disque, la conque et le lotus.

- Venugopala (वेणुगोपाल, veṇugopāla) : représentation de Krishna comme vacher jouant de la flûte.
- Vetāla (वेताल) : esprit malin qui occupe les cadavres.
- Vibhishana (en) (विभीषण, vibhīṣaṇa) : frère de Ravana, s'allie à Rāma.
- vijaya (विजय) : victoire.
- Vinatā (en) (विनता) : sœur de Kadru, mère de Garuda, personnifie le Ciel.
- Vināyaka (विनायक) : autre nom de Ganesh.
- Virabhadra (वीरभद्र, vīrabhadra) : monstre géant, émanation de Shiva.
- Virāj (विराज्) : déesse de la Souveraineté, mère universelle.
- Vishamabana (विषमबाण, viṣamabāṇa, « aux flèches en nombre impair ») : épithète de Kāma.
- Vishnou (विष्णु, viṣṇu) : deuxième dieu de la Trimūrti, principe animateur et conservateur des êtres, a de nombreux avatars.
- Vishnou Narayana (विष्णु नारायण, viṣṇu nārāyaṇa) : Vishnou sommeillant sur les Eaux primordiales.
- Vishnu Purana (विष्णुपुराण, viṣṇu purāṇa) : l'un des 18 puranas majeurs.
- Vishvakarma (विश्वकर्मा, viśvakarmā, « qui fait toutes les actions ») : architecte de l'Univers.
- Vishvamitra (विश्वामित्र, viśvā-mitra) : sage (rishi) du Rāmāyana.
- vitarka-mudrā (वितर्कमुद्रा) : geste de l'argumentation, pouce et index réunis.
- Vrindavan (वृन्दावन, vṛndāvana) : forêt où Krishna passa son enfance.
- Vritra (वृत्र, vṛtra) : serpent qui tente d'entraver le cours des rivières, vaincu par Indra.
- Vyāla (व्याल) : griffon, lion cornu faisant office de gardien de temple, souvent représenté terrassant un éléphant.
- Vyāsa (व्यास) : auteur et compilateur légendaire des Vedas, également auteur et protagoniste du Mahabharata.

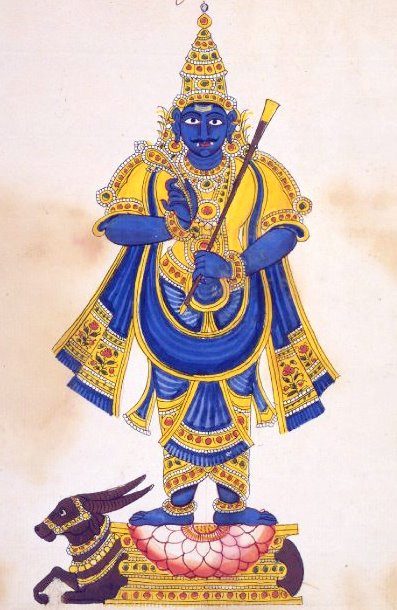
Yama tenant un daṇḍa. Gouache sur papier de style Company Paintings (École de Tanjore), 1814, British Museum.

## Y
- yajnopavita (यज्ञोपवीत, yajñopavīta) : cordon sacré parant Shiva nataraja.
- yakshas (यक्ष, yakṣa) et Yakshinis (यक्षिनी) : génies des arbres et leurs épouses, esprits bienfaisants associés à la fertilité.
- Yali (en) (tamoul : யாளி) : créature mythologique représentée avec la tête et le corps d'un lion et la trompe et les défenses d'un éléphant, souvent sculptée sur des piliers dans de nombreux temples du sud de l'Inde.
- Yama (यम) : dieu et juge des morts, Dikpâla gardien du sud, représenté monté sur un buffle noir.
- Yamī (यमी) : sœur (ou épouse) de Yama, devient Yamuna après sa mort.
- Yamuna (यमुना, yamunā) : déesse personnifiant la rivière du même nom, forme éternelle de Yamī ; sa monture est la tortue ; représentée tenant un vase plein d'eau ; souvent associée à Ganga.
- yatra (en) (यात्रा, yātrā) : pèlerinage.
- Yogeshvara (योगेश्वर, yogeśvara, « maître du yoga ») : épithète de Shiva et Krishna.
- yoni (योनि, « origine ») : organe génital féminin, symbole de l'énergie féminine, généralement représenté en association avec le lingam.
- Yuddhakanda ( (युद्धकाण्ड, yuddhakāṇḍa) : 6e chant du Rāmāyana, livre des batailles.
- Yudhishthira (युधिष्ठिर, yudhiṣṭhira) : : l'un des cinq frères Pandava.